# Abolition de l'esclavage
 (juin 2021).

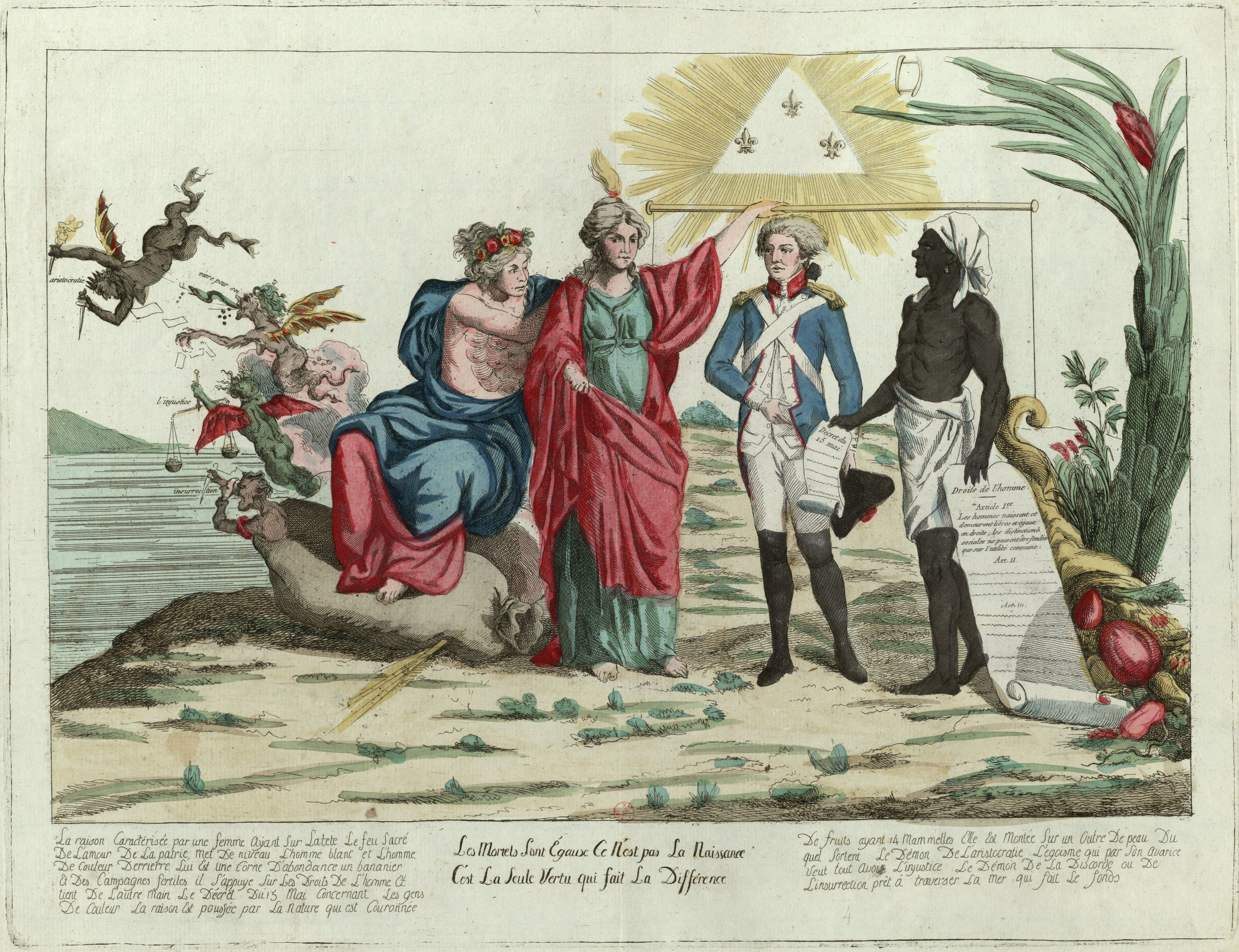
Estampe représentant l'abolition de l'esclavage en 1794.

L’abolition de l'esclavage concerne l'interdiction légale de l'esclavage de toutes les catégories de population, et non les cas ponctuels d'affranchissement (même ceux pratiqués à très grande échelle pendant la Guerre d'indépendance des États-Unis).
En Europe, des abolitions très limitées eurent lieu dans l'Antiquité, puis de façon plus durable, sur le sol de certains pays au Moyen Âge, notamment en France. Au XIXe siècle, après avoir massivement pratiqué la traite négrière, les principaux pays européens abolissent l'esclavage, parfois de manière progressive (notamment en Angleterre).
Certaines abolitions eurent lieu dès la fin du XVIIIe siècle, par exemple aux États-Unis, dans le nord-est du pays dès les années 1770-1780. La France est aussi l'un des premiers pays à abolir l'esclavage dans toutes ses colonies en 1794, lors de la Révolution française, notamment sous la pression de la révolution haïtienne, mais Napoléon le rétablit en 1802. Il va cependant abolir officiellement la traite des Noirs en 1815 (mais pas l'esclavage en soi, face à la pression des lobbies esclavagistes). Il faudra toutefois attendre la Deuxième République, sous l'impulsion de Victor Schœlcher, pour que soit aboli définitivement l'esclavage dans toutes les colonies françaises, par le décret du 27 avril 1848.
Après le succès des combats pour l'abolition dans plusieurs pays, principalement européens, le Brésil est le dernier grand pays à abolir l'esclavage en 1888 (celui-ci perdurera toutefois partiellement au siècle suivant sous forme clandestine). Cependant, l'esclavage perdure alors dans le reste du monde, encouragé notamment par la traite orientale, remontant à l'Antiquité et dont la principale composante est devenue la traite arabe à partir du VIIe siècle, mais aussi approvisionné par la traite intra-africaine, peut-être aussi ancienne. Lors des différentes colonisations au XIXe siècle, et au début du XXe siècle, l'esclavage est aboli par les Européens dans la plupart de ces régions, notamment avec l'interdiction des traites arabes et intra-africaine. Plus tard, sous la pression occidentale, les derniers pays abolissent l'esclavage vers la fin du XXe siècle, le dernier étant le Niger en 1999.

## Brève histoire

### Antiquité
La première abolition connue est celle de l’archonte athénien Solon, au VIe siècle av. J.-C.. Sa législation, la seisakhtheia ou « libération des dettes », ne concernait cependant qu’une catégorie très particulière de la population, les Athéniens asservis pour dettes. Elle interdisait toute créance garantie sur la personne du débiteur, mais également la simple vente d'un Athénien libre, y compris par lui-même.
Toujours pendant la période antique, les Esséniens auraient condamné l'esclavage si l'on en croit l'historien judéen du Ier siècle Flavius Josèphe.

### Moyen Âge

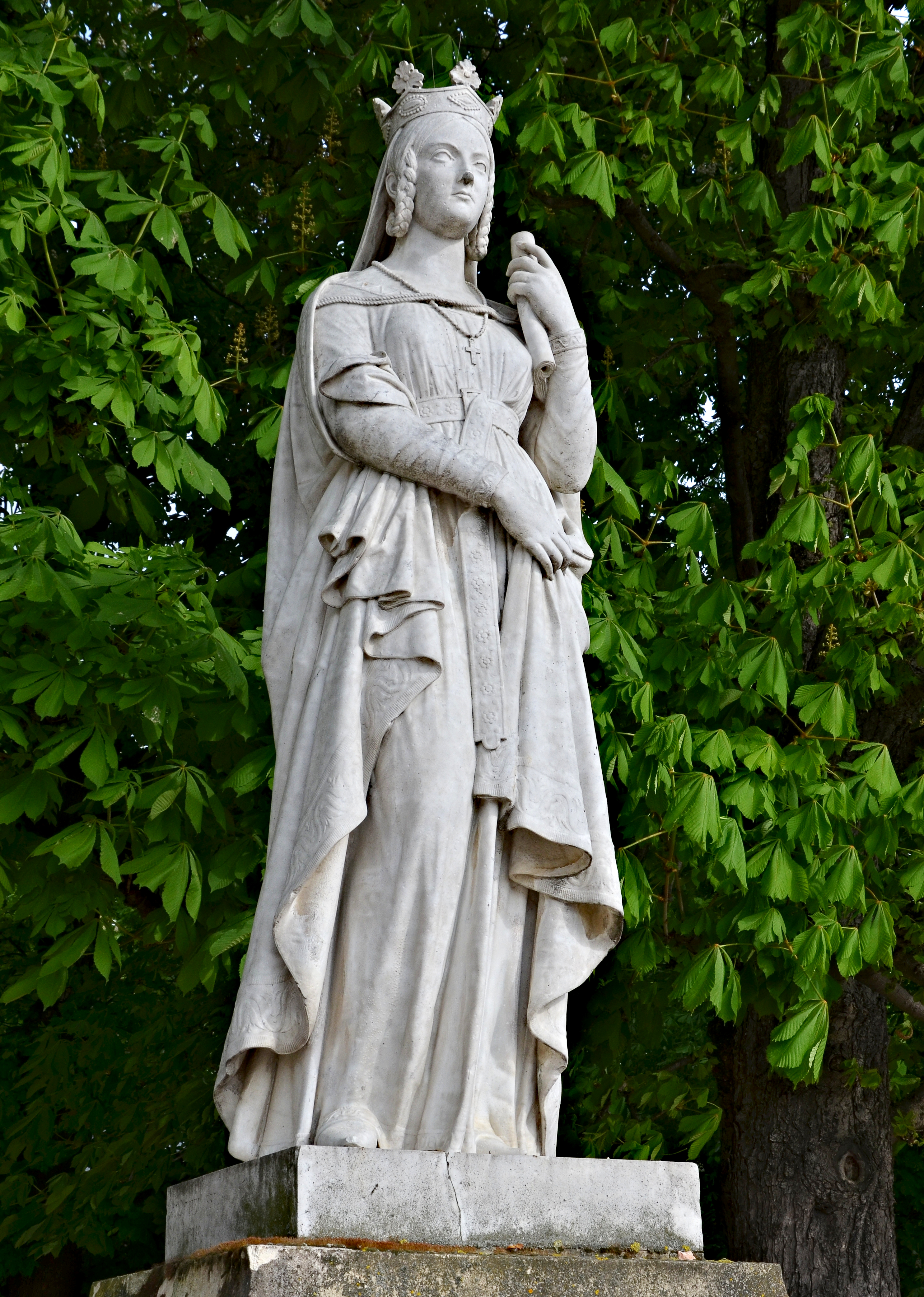
Bathilde, ancienne esclave reine des Francs au VIIe siècle, est une des premières femmes en Europe à combattre l'esclavage. Elle interdit notamment le commerce d'esclaves.

Au VIIe siècle, Bathilde, ancienne esclave devenue reine des Francs, rend la vente et l'achat d'esclaves définitivement illégaux. Elle fait interdire la vente d’esclaves chrétiens sur les terres du royaume des Francs, et achète elle-même des captifs qu’elle libère, ou qu’elle fait entrer au monastère. Les études confirment que le déclin prononcé, voire la disparition du commerce d'esclaves en France, date du VIIe siècle[réf. nécessaire]. Bathilde est canonisée au XIe siècle par le pape Nicolas II.
Au XIIIe siècle en Afrique de l'Ouest, le Serment des chasseurs, proclamation qui a inspiré la Charte du Manden, constitution orale du nouvel Empire mandingue de Soundiata Keïta, affirme que l'esclavage est une mauvaise chose, et interdit les razzias pour prélever de nouveaux captifs.
En 1315, la première loi interdisant l'esclavage dans le royaume de France (pas seulement le commerce), est promulguée par le roi Louis X ; il s'agit de l'édit du 3 juillet 1315. Cet édit permet en théorie à tout esclave qui arrive en France d'être affranchi : « le sol français affranchit l'esclave qui le touche ». Cette loi vise principalement les paysans n'ayant pas été affranchi depuis le IXe siècle et la disparition progressive des grands domaines agricoles carolingiens. Ils sont alors ultra minoritaires. Cette disposition s'attache alors principalement à une population mouvante de Slaves contrainte en transit vers les ports méditerranéens de Venise, Gênes et Marseille (liste non exhaustive). Ceux-ci, capturés dans l'Est de l'Europe, sont mis en esclavage pour alimenter le marché du Maghreb en esclaves blancs. Cette disposition est à l'époque moderne convoquée à plusieurs reprises par différents parlements, dont celui de Paris, pour interdire l'esclavage en France. Cependant, elle n'est que partiellement respectée, notamment en ce qui concerne les esclaves noirs sur le territoire métropolitain, comme l'attestent les six avis de recherche pour des Noirs marrons en cavale dans la région de Bordeaux ou encore différentes dispositions juridiques comme le Dépôt des Noirs à Bordeaux dans le cadre de la Police des Noirs fondée en 1777.
En 1335, le royaume de Suède, qui inclut la Finlande, abolit l'esclavage sur son sol (mais seulement en 1847 dans sa colonie de Saint-Barthelémy).
Le pape Eugène IV tente par la bulle Sicut dudum en 1435 de condamner l'exploitation et l'esclavage des habitants des Canaries, les Guanches.

### Époque moderne: développement de l'esclavage et début de l'abolitionnisme

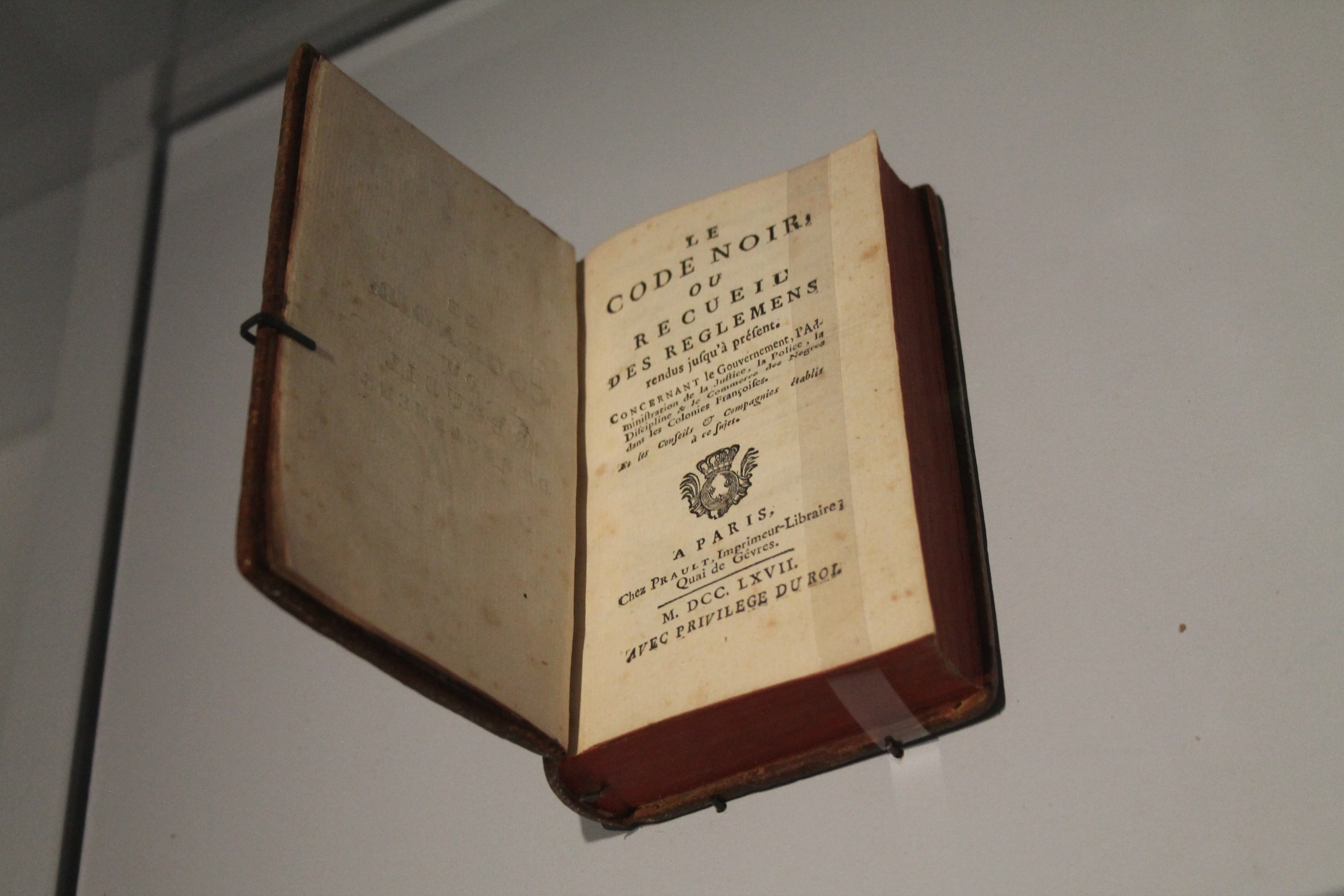
Code noir, édition de 1767, Musée d'histoire de Nantes

Trois siècles plus tard, suivant l'exemple du Portugal, de l'Espagne, de l'Angleterre et des Pays-Bas, les colons français, après leur installation aux Petites Antilles, importent des esclaves d’Afrique, à partir de 1621. Et en 1642, le roi Louis XIII autorise l'esclavage dans les Antilles françaises (mais pas en métropole). En 1685, son fils Louis XIV promulgue le « Code noir », réglementant le traitement des esclaves dans les Antilles françaises et développant en même temps le commerce triangulaire, qui est considérable au siècle suivant.

#### L'abolitionnisme des Quakers en Pennsylvanie (1688)
L'abolitionnisme devient une cause aux États-Unis, quand la protestation de Germantown d'un luthérien et de trois quakers, arrivés en 1688 à Philadelphie, dénonce la propagation de l'esclavage. En Angleterre, dès 1646, le livre de Thomas Browne avait démonté l'argument voulant que les Noirs soient voués à l'esclavage, qui venait d'émerger dans la Caraïbe, décuplant la population de la Barbade en cinq ans, sur les nouvelles plantations de canne à sucre.

#### L'abolitionnisme à la fin de l'Ancien Régime
Le 4 février 1776, Louis XVI promulgue un édit condamnant la possession d'esclaves sur le territoire français.
L'esclavage prenant de l'ampleur au XVIIIe siècle via une traite négrière intensifiée, un mouvement international réclame son abolition dès les années 1780, menée par la Société des amis des Noirs et la Société religieuse des amis (quakers), forts d'un siècle d’abolitionnisme anglo-saxon. Une première pétition est présentée au Parlement anglais en 1783,.
James Ramsay, revenu des Antilles, publie en 1784 une enquête de trois ans, soutenue par Charles Middleton, chef suprême de la Royal Navy, qui écrit à William Wilberforce pour qu'il plaide l’abolition aux autres députés,. Thomas Clarkson publie une autre enquête en 1786. Des pétitions massives pour l'abolition, au nombre de 519, totalisent 390 000 signatures en 1792,.
La Société anglaise pour l'abolition obtient une enquête de la Couronne britannique dès 1788, quand l’œuvre de l'ex-esclave Cugoano est traduite en français et qu'un autre, Olaudah Equiano, épouse une Anglaise. Une campagne « anti-saccharistes » réclame le boycott du sucre en 1791.

### La Révolution française et l'esclavage

#### La Révolution modérée et la question de l'esclavage (1789-1792)
La Révolution française commence en juillet 1789, mais malgré le vote de la Déclaration des droits de l'homme et du citoyen par l'Assemblée nationale constituante (25 août), qui dit : « Les hommes naissent et demeurent libres et égaux en droit », l'abolition de l'esclavage dans les colonies françaises n'est pas envisagée à ce moment. De surcroît, les quelques Noirs libres présents à Saint-Domingue, principale colonie française des Antilles, se voient refuser par les planteurs l'exercice de leurs droits de citoyens français. Cela suscite une tension qui aboutit en 1791 au début d'un grand mouvement révolutionnaire, impliquant les Noirs libres ou esclaves.
La production du sucre s'effondre, ce qui entraîne une « augmentation fulgurante » de son prix.

#### La première République (septembre 1792) et les abolitions de 1793-1794
Ce n'est qu'après l'avènement de la République (21 septembre 1792), que la question de l'esclavage est réellement traitée. L'esclavage est aboli à Saint-Domingue le 29 août 1793. La Convention nationale (alors dominée par Robespierre : on est dans la période de la Terreur) reçoit alors 653 messages de félicitations, la plupart émanant de communes et sociétés populaires, et tous les départements sauf 3 (Corrèze, Alpes-Maritimes et Léman).
Le 4 février 1794, la Convention adopte un décret d'abolition de l'esclavage dans toutes les colonies (mais certaines sont occupées par les Anglais).

#### Suites
Le Danemark suit en 1794, le boom sucrier jamaïcain et celui de la Louisiane compensant l'abolition à la fin des années 1790. 

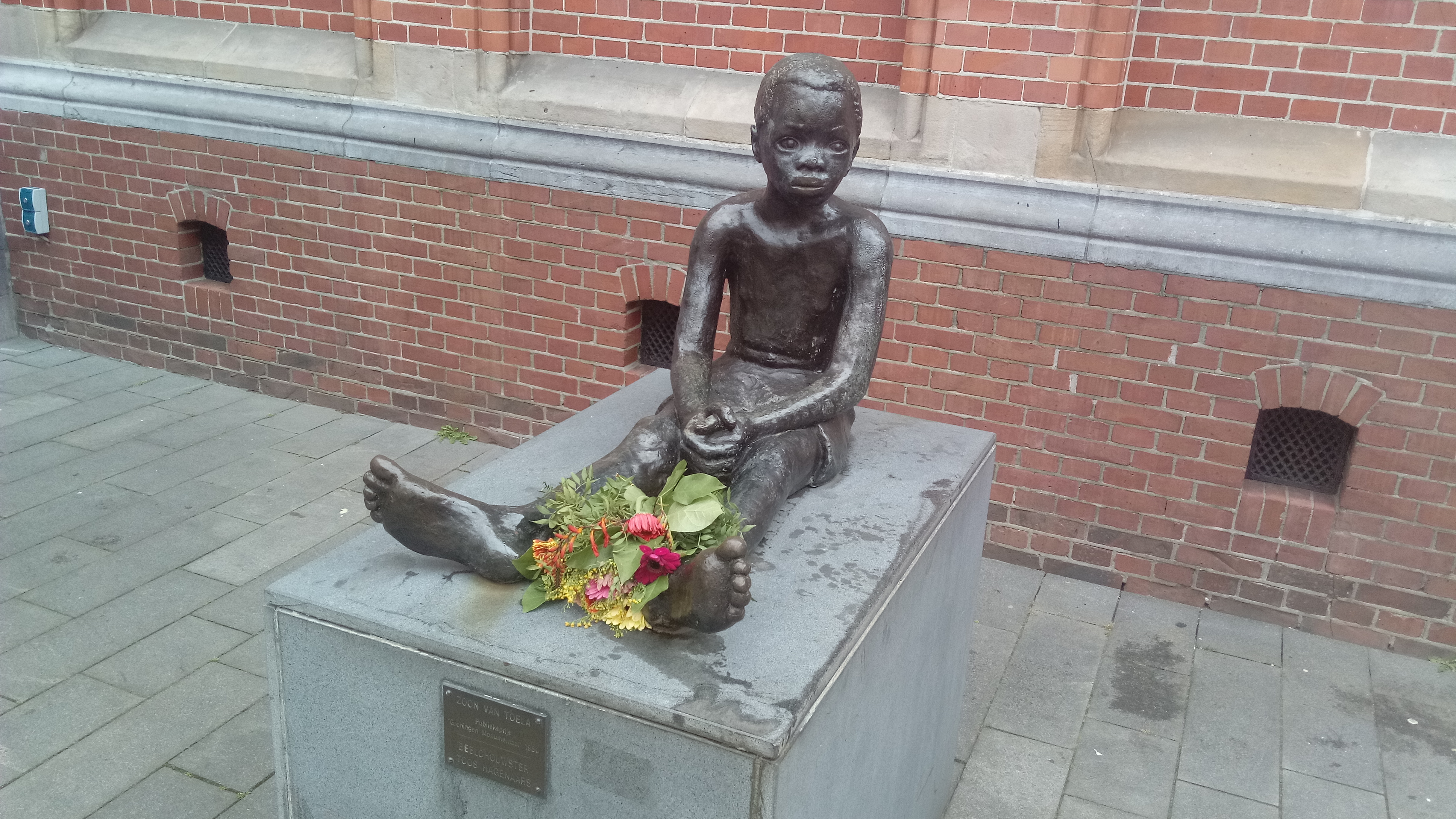
Fleurs placées sur la statue commémorant l'abolition de l'esclavage, Winschoten (Pays-Bas).

Malgré le traité de Whitehall entre les Britanniques et les colons français, par lequel les Britanniques s’engagent à maintenir l’esclavage en échange du contrôle des îles françaises (Saint-Domingue, Martinique et Guadeloupe), la Guadeloupe reste sous le contrôle de la France et à Saint-Domingue, Toussaint Louverture obtient pour les esclaves libérés l'armistice de 1798 puis un accord commercial anglo-américain en 1799. Les esclavagistes français fuient, formant la diaspora de Saint-Domingue : Louisiane, Jamaïque et les 7 000 exilés à Cuba, qui lancent la quasi-guerre et la piraterie esclavagiste de la Caraïbe, obtenant l'intervention de la France avec l'expédition de Saint-Domingue lancée en décembre 1801 et dirigée par général Leclerc, beau-frère de Bonaparte. Mais la fièvre jaune la décime : 2 000 rescapés doivent fuir avec Ferrand et Chassériau dans la partie espagnole de Saint-Domingue, où ils se connectent au réseau négrier des exilés de Saint-Domingue.
Pour désarmer et diviser ce lobby, les abolitionnistes veulent d'abord assécher la « traite négrière », afin de priver les trafiquants africains de débouchés et réévaluer le prix des esclaves, de telle manière que les planteurs y renoncent à bon prix. Néanmoins, du fait des troubles dans les Antilles, la non-application de l'abolition, et après un intense lobbying, le camp esclavagiste obtient le rétablissement de l'esclavage par Napoléon par l'abrogation progressive du décret du 16 pluviôse an II. Notamment par la loi du 20 mai 1802 pour Martinique, Tobago et Sainte-Lucie puis les arrêtés consulaires du 16 juillet 1802 pour la Guadeloupe et du 7 décembre 1802 pour la Guyane (alors les deux seuls territoires ou l'abolition était effective).

### XIXesiècle

#### Le Royaume-Uni contre la traite négrière (1808)
Après le triomphe anglais à Trafalgar, qui fait de la marine britannique le maître absolu des océans, la France et l'Espagne doivent suivre l'Angleterre dans l'abolition de la traite négrière en 1808-1809. Mais le massacre de mai 1808 à Madrid cause la vengeance des Espagnols, qui chassent les Français en novembre de République dominicaine puis en avril 1809 de Cuba, forçant le repli des négriers français sur le littoral Alabama-Louisiane-Texas.
Le trafic négrier ne s'effondre réellement que grâce au droit de visite des navires étrangers, imposé par les Anglais : en 1817, pour les amadouer, l'Empire espagnol, menacé par les insurrections du Mexique et du Pérou, l'autorise car les États-Unis se résignent à coopérer après le scandale de l'île d'Amelia.
En découle l'abolition de l'esclavage elle-même, programmée entre 1825 et 1835 dans l'empire colonial britannique. Il perdure jusqu'en 1865 aux États-Unis, et la décennie suivante à Cuba et au Brésil, pour les esclaves nés sur place.

#### Interdiction de la traite par les gouvernements français de 1815 à 1848
En 1815, Napoléon, de retour de l'île d'Elbe lors des Cent-Jours, décrète l'abolition officielle de la traite des Noirs (mais pas de l'esclavage qu'il avait rétabli en 1802). Louis XVIII, par le traité de Paris du 20 novembre 1815, et l'ordonnance du 8 janvier 1817, reprend à son compte cette abolition. La loi du 15 avril 1818 renouvelle l'interdiction de la traite, mais la traite de contrebande se poursuit malgré les sanctions prévues.
Charles X, par la loi du 25 avril 1827, va officiellement criminaliser la traite négrière, et aggraver les sanctions. Louis-Philippe durcira encore l'interdiction de la traite des Noirs, par la loi du 4 mars 1831.

#### L'abolition de l'esclavage dans les colonies françaises (1848)
En 1848, à la suite de la troisième révolution, Victor Schœlcher, sous-secrétaire d'État à la Marine et aux Colonies, contribue à faire adopter par la Deuxième République un décret d'abolition de l'esclavage dans les colonies, l'esclavage y ayant perduré, malgré l'arrêt théorique de tout approvisionnement depuis l'interdiction de la traite.
En 1849, afin de ne pas perdre les colonies concernées (Antilles, Guyane, Sénégal, Madagascar), l'État français indemnise les propriétaires d'esclaves de la perte des 250 000 travailleurs serviles. Au total, ce sont 10 000 bénéficiaires qui se partagent 126 millions de francs-or (1,3 % du revenu national, soit l’équivalent de 27 milliards d'euros en 2021). La valeur pécuniaire des anciens esclaves a été fixée. Ce sont ceux de La Réunion qui valent le plus cher : 711 francs or par esclave. Puis viennent ceux de Guyane (624 francs), de Guadeloupe (469 francs), de Martinique (425 francs), du Sénégal (225 francs) et de Madagascar (69 francs).

### Persistance de l'esclavage dans certaines régions du monde
Cependant, la traite orientale, qui remonte à l'Antiquité, et dont la principale composante est devenue la traite arabe, ininterrompue depuis le VIIe siècle, continue de sévir dans de nombreuses régions. De même, la traite intra-africaine, ininterrompue pendant de nombreux siècles, et peut-être aussi ancienne que la traite arabe (les élites africaines ont, progressivement, profité du système esclavagiste mis en place lors des invasions musulmanes), continue de fonctionner pleinement.
L'esclavage sera aboli par les Européens dans la plupart de ces régions, notamment avec l'interdiction de ces dernières traites, lors des différentes colonisations au XIXe siècle, et au début du XXe siècle. Plus tard, sous la pression occidentale, les derniers pays aboliront l'esclavage vers la fin du XXe siècle, le dernier étant le Niger, en 1999.

## La question des origines
Pour comprendre les racines du phénomène abolitionniste, il faut s'interroger sur ce qui a amené les sociétés esclavagistes à renoncer à ce statut établi le plus souvent par des documents à valeur juridique.

### La liberté conquise: révoltes et marronnages

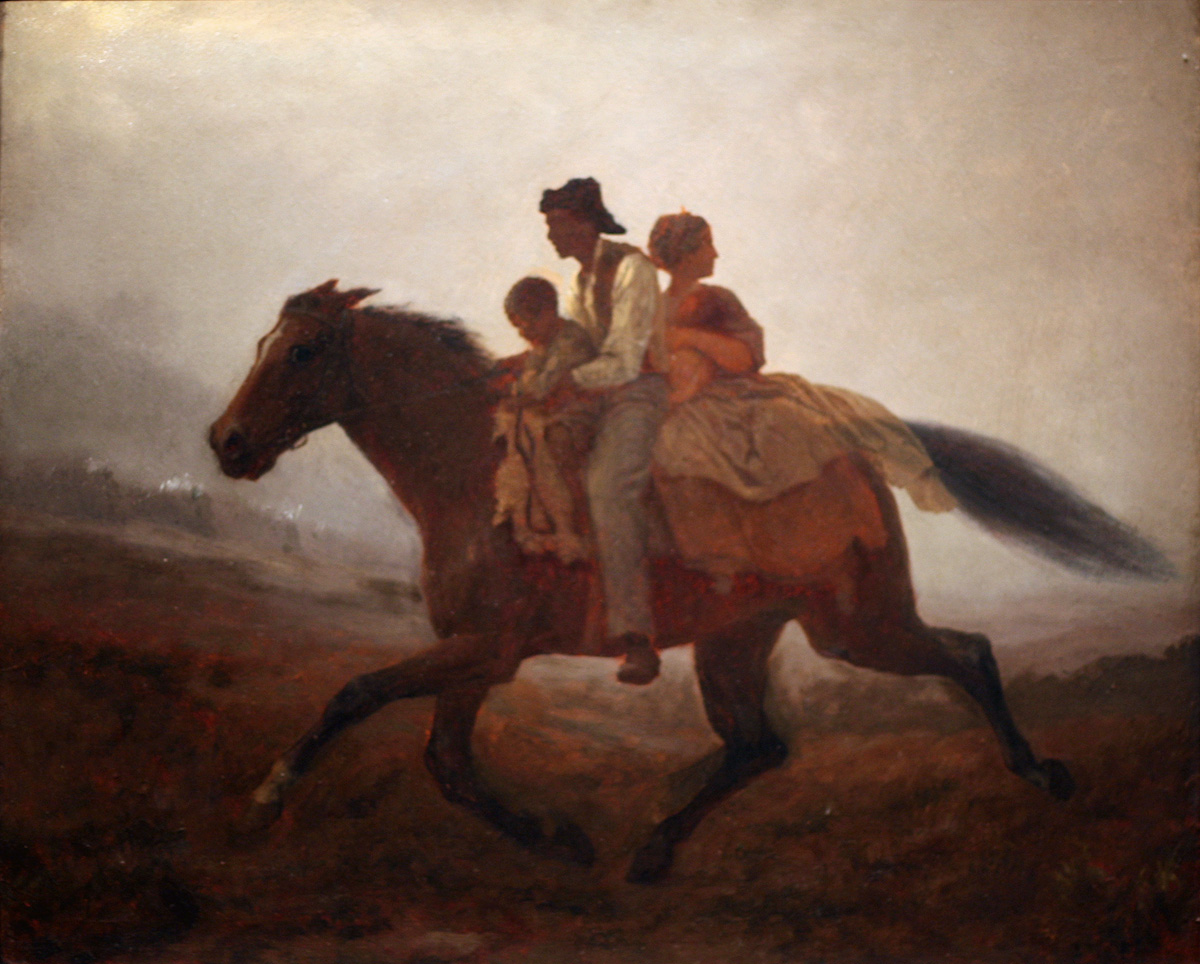
Jonathan Eastman Johnson (peintre américain, 1824-1906). A Ride for Liberty - The Fugitive Slaves (Une chevauchée pour la liberté - les esclaves fugitifs), vers 1862. Brooklyn Museum.

L'émergence de multiples formes de résistance peut être considérée comme une donnée structurelle des sociétés esclavagistes. Les guerres serviles sous la République romaine puis, à partir du XVIe siècle, le marronnage, constituaient des formes de contestation de l'esclavage par l'esclave. Les Marrons fuyaient de la propriété de leur exploitants et partaient se réfugier dans des lieux inaccessibles où ils se regroupaient parfois pour former des sociétés structurées capables de s'organiser contre les chasseurs ou les armées envoyés à leurs trousses, comme le montre l'exemple emblématique du quilombo brésilien de Palmares. De telles révoltes ne sont pas l'exclusivité du domaine occidental : la rébellion des Zandj contre le pouvoir des Abbassides entre 869 et 883 dans le sud de l'Irak constitue historiquement l'une des principales révoltes d’esclaves noirs. La plus importante toutefois est la révolte des esclaves noirs de Saint-Domingue (révolution haïtienne), qui mena à la fondation d'un État indépendant (Haïti).
Dans un registre plus quotidien, les phénomènes de sabotage du travail, des outils, les vols, l’empoisonnement des maîtres et commandeurs, les incendies de plantations, le refus d’apprendre le créole de la part des Bossales nouvellement débarqués des navires négriers étaient des manifestations de cette culture de résistance, au même titre que l'infanticide ou le suicide.
Ces révoltes ont pu rendre plus complexes le maintien et le développement de sociétés esclavagistes et même contribué à accélérer le phénomène abolitionniste. Ainsi, selon Nelly Schmidt, spécialiste de l'histoire des abolitions et des abolitionnistes de l'esclavage,

« le mot abolition est commode mais réducteur, laissant de côté une dimension pourtant fondamentale des sociétés coloniales en question, celle des esclaves eux-mêmes, de la tension sociale incessante que toute manifestation de refus du système de leur part généra pendant des siècles. »

### L'abolitionnisme en Europe

#### Des interdictions ponctuelles, partielles et localisées
La première abolition connue fut celle de l’archonte grec Solon au VIe siècle av. J.-C.. Sa législation, la seisakhtheia ou « libération des dettes », ne concernait cependant qu’une catégorie très particulière de la population, les citoyens athéniens asservis pour dettes. Elle interdisait toute créance garantie sur la personne du débiteur, mais également la simple vente d'un Athénien libre, y compris par lui-même. Solon essayait d'enrayer la crise économique et sociale que traversait Athènes : l'esclavage pour dettes des paysans prenait de telles proportions qu’il mettait en danger le fonctionnement de la cité. Toujours pendant la période antique, les Esséniens auraient condamné l'esclavage si l'on en croit l'historien judéen du Ier siècle Flavius Josèphe.
Il semble que le déclin prononcé voire la disparition de la vente d'esclaves en France date du VIIe siècle. La tradition établit un lien entre ce phénomène et les décisions de Bathilde, reine des Francs et régente du royaume[réf. nécessaire]. Anglaise d'origine modeste (des sources tardives romantisant son histoire en lui octroyant des origines royales ), elle devint esclave lorsqu'elle débarqua dans le royaume qu'elle devait bientôt diriger, sans doute enlevée par des pirates barbaresques. Achetée par le maire du palais de Neustrie, elle se vit libérée de son esclavage par l'intérêt que lui portait le roi Clovis II. Une fois devenue veuve en 656, elle assuma le rôle de régente pour son fils de cinq ans et aurait à cette époque aboli la traite. Si aucun document ne permet de dater à coup sûr l'abolition de la vente d'esclaves, il semble bien que le reflux et la disparition de ces trafics correspondent au VIIe siècle. En Europe occidentale, l'esclavage rural, hérité de l'Antiquité, fut progressivement remplacé, à partir du VIIIe siècle, par le développement du système du servage. Aucune législation ne vint cependant mettre un terme officiel et général à cette pratique en Occident et malgré elle, l'esclavage resta présent dans le monde rural, notamment au sein des domaines agricoles des monastères.

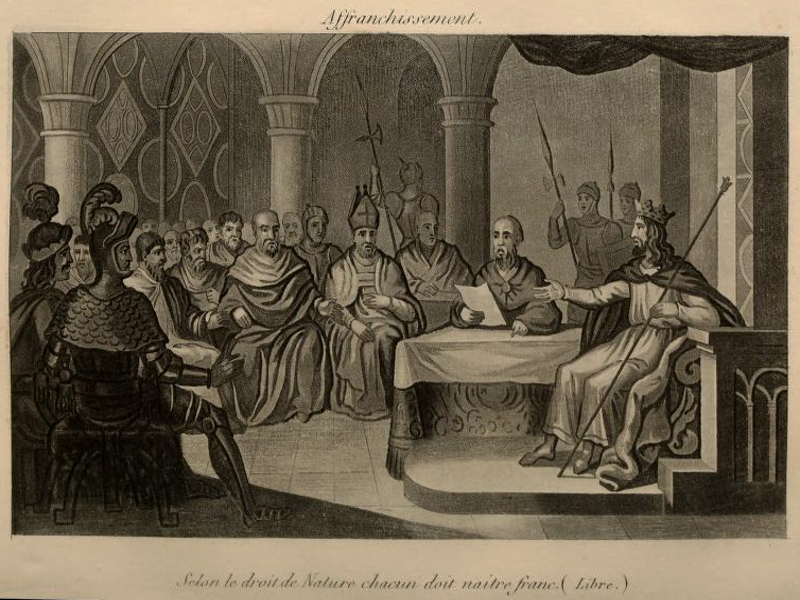
Illustration de l'édit de 1315 et de Louis X le Hutin, premier souverain à abolir officiellement l'esclavage sur le sol de France ; l'esclavage n'existait cependant presque plus dans le pays.

Dans le royaume de France, l'édit du 3 juillet 1315 de Louis X le Hutin, proclama que le sol de France affranchissait quiconque y posait le pied. On trouve des traces tardives et ponctuelles de l’application de ce texte par les parlements français au XVIe siècle : à Bordeaux, en 1571, il est invoqué pour justifier la libération d’une cargaison d’esclaves africains, transportée par un négrier normand. L'application de l'ordonnance royale demeura cependant strictement circonscrite au territoire européen, ne remettant à aucun moment en cause la participation active de Français au commerce triangulaire et à la mise en place d'une économie esclavagiste dans ses colonies antillaises. Avec le développement de la traite, la législation évolua sur le sol de la métropole dans un sens de plus en plus défavorable aux esclaves : l'automaticité de l'affranchissement fit place à la tolérance de l'esclavage (édit d’octobre 1716) puis au strict contrôle du séjour des Noirs (déclaration royale de 1738),,.

#### De la liberté des Européens à celle de l'Homme en général
C'est pourtant à cette époque, à partir du milieu du XVIIIe siècle, que le basculement décisif en faveur d'une dynamique abolitionniste se fit jour en Europe, à la faveur d'une « profonde révolution morale contre la traite et l'esclavage ». Même si ces deux mouvements, légitimation toujours plus nette de la traite d'un côté, émergence d'un discours abolitionniste puissant de l'autre, semblent être contradictoires, ils ne le sont qu'en apparence, dans la mesure où ils puisent aux mêmes sources de l'affirmation de la liberté individuelle. Loin de constituer un phénomène indépendant surgi ex nihilo et sans antériorité dans les consciences européennes, le basculement des Européens du côté de l'abolitionnisme ne fut que l'aboutissement de mutations progressives des mentalités européennes sur le temps long. Les historiens perçoivent un changement de perspective dès le XIe siècle, mais plus nettement encore au XIVe siècle, lorsqu'il s'avéra impossible de « faire revivre le servage ou même l'esclavage lors de la crise de main-d’œuvre qui suivit la peste noire ». À cette époque, malgré les nécessités du temps, il est clairement impossible d'envisager l'asservissement d'un Européen par un autre Européen.
En fait, cela doit être mis en relation avec l'idée que tout processus d'intégration politique et sociale au sein d'un groupe entraîne l'impossibilité de l'asservissement au sein de ce groupe et inversement la désignation d'un « Autre », extérieur à la communauté, qui lui paraît tout désigné pour jouer le rôle de l'esclave. C'est ce phénomène qui explique, pour une part, à la fois la réforme de Solon à Athènes au VIe siècle av. J.-C. ou l'ordonnance de Louis X le Hutin de 1315. Or, la fin du Moyen Âge correspond en Europe à un temps d'émergence de plus en plus affirmé à la fois de l'idée nationale et de celle de liberté individuelle excluant tout asservissement,. L'affirmation de la solidarité des insiders, qu'il s'agisse d'Européens chrétiens (les deux termes sont pour l'essentiel synonymes à cette époque) ou a fortiori de sujets du royaume de France ou d'Angleterre, facilite la désignation des outsiders comme « esclaves par nature ». La liberté individuelle reconnue aux insiders peut paraître contradictoire avec l'asservissement d'un autre être humain. C'est d'ailleurs l'émergence, à partir de cette liberté individuelle au sein de la communauté, de celle, plus large, de l'Homme en général qui mettra à mal les fondements du principe esclavagiste au XVIIIe siècle. Reste qu'il semble bien que « cette idée, laïque, selon laquelle tous les hommes sont libres au sein d'une même communauté politique a, dans un premier temps, facilité l'esclavage des autres, avant de contribuer à saper les bases idéologiques du système esclavagiste. David Eltis résume ainsi cette idée en soulignant que « la liberté telle qu'elle se développa en Europe rendit d'abord possible l'esclavage aux Amériques, et ensuite conduisit à son abolition », les forces ayant contribué à l'établissement du commerce triangulaire jouant dans un second temps contre ces pratiques.

#### Le christianisme, entre contestation et justification de l'esclavage

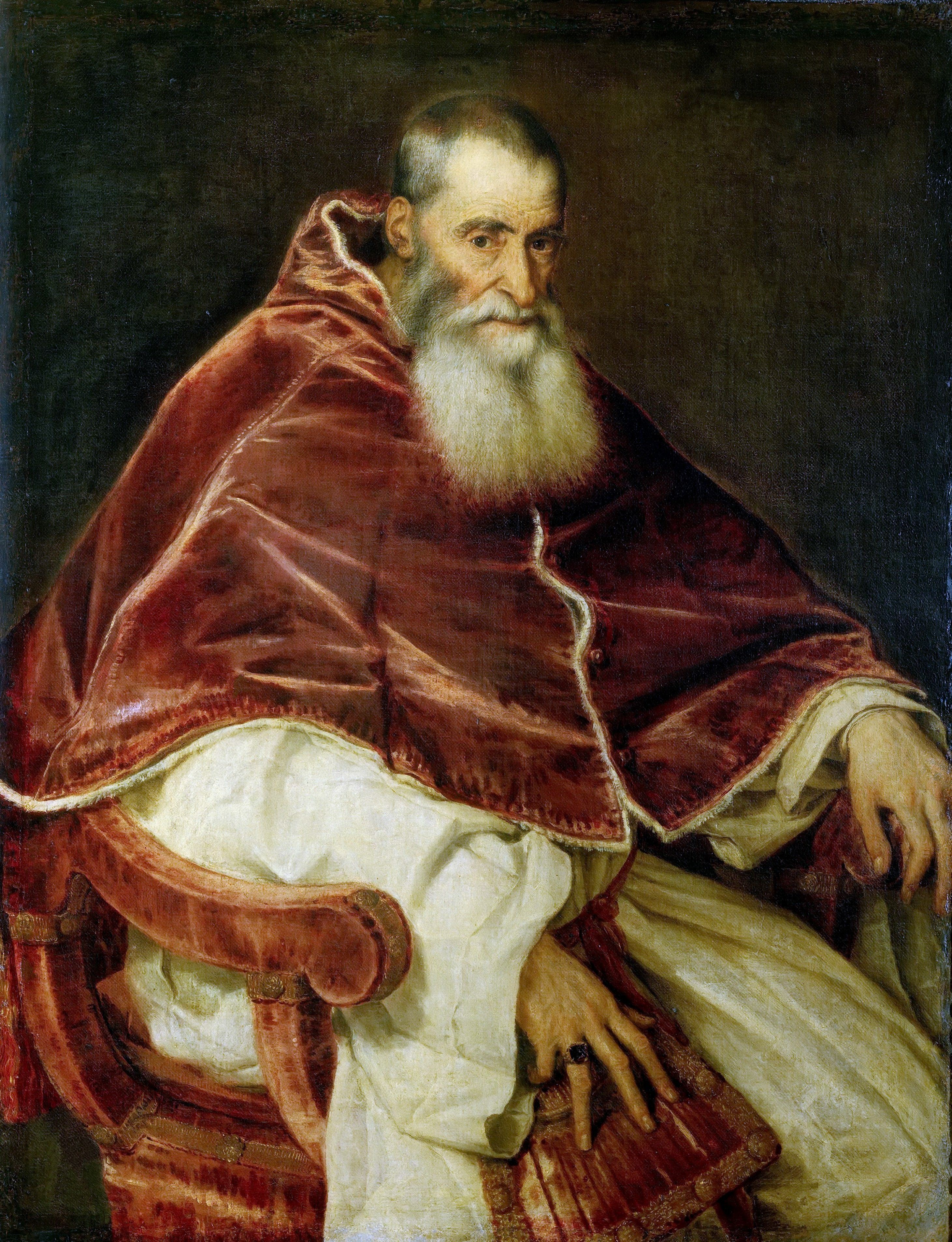
Paul III en 1543, un des papes ayant condamné l'esclavage.

De fait, en Europe, l'esclavage connut un renouveau avec le début de l'expansion européenne au XVe siècle. On chercha immédiatement à obtenir des autorités religieuses un blanc-seing pour pratiquer la traite et l'esclavage. La question se posa d'abord pour les Portugais qui souhaitaient prélever quelques populations noires d'Afrique pour peupler et exploiter São Tomé et les Açores. La réponse de la papauté fut sans ambiguïté, puisque le 8 janvier 1455, Nicolas V, dans sa bulle Romanus Pontifex, la seule et unique bulle produite par l’église catholique pouvant justifier l’esclavage de « sarrasins, païens et autres ennemis du Christ » grâce à une unique phrase qui fait référence à une servitude perpétuelle (« illorumque personas in perpetuam servitutem redigendi »), approuvait la politique portugaise, même si elle mettait en relation lutte contre l'islam et mise en esclavage des populations noires.
En effet, le pape Eugène IV condamna l'esclavage dans Sicut Dudum ; en 1462 Pie II déclara l'esclavage un « grand crime » (magnum scelus) ; en 1537 Paul III le condamna dans Sublimus Dei ; en 1639 Urbain VIII l'interdit ; en 1741 Benoît XIV également ; en 1815 Pie VII demanda au Congrès de Vienne la suppression de la traite d'esclaves ; dans la bulle de canonisation du jésuite Pierre Claver, un des plus illustres adversaires de l'esclavage, Pie XI dénonça la « suprême horreur » (summum nefas) des traiteurs d'esclaves ; en 1839 Grégoire XVI condamna l'esclavage dans In Supremo Apostolatus ; et en 1888 Léon XIII dans In Plurimis.

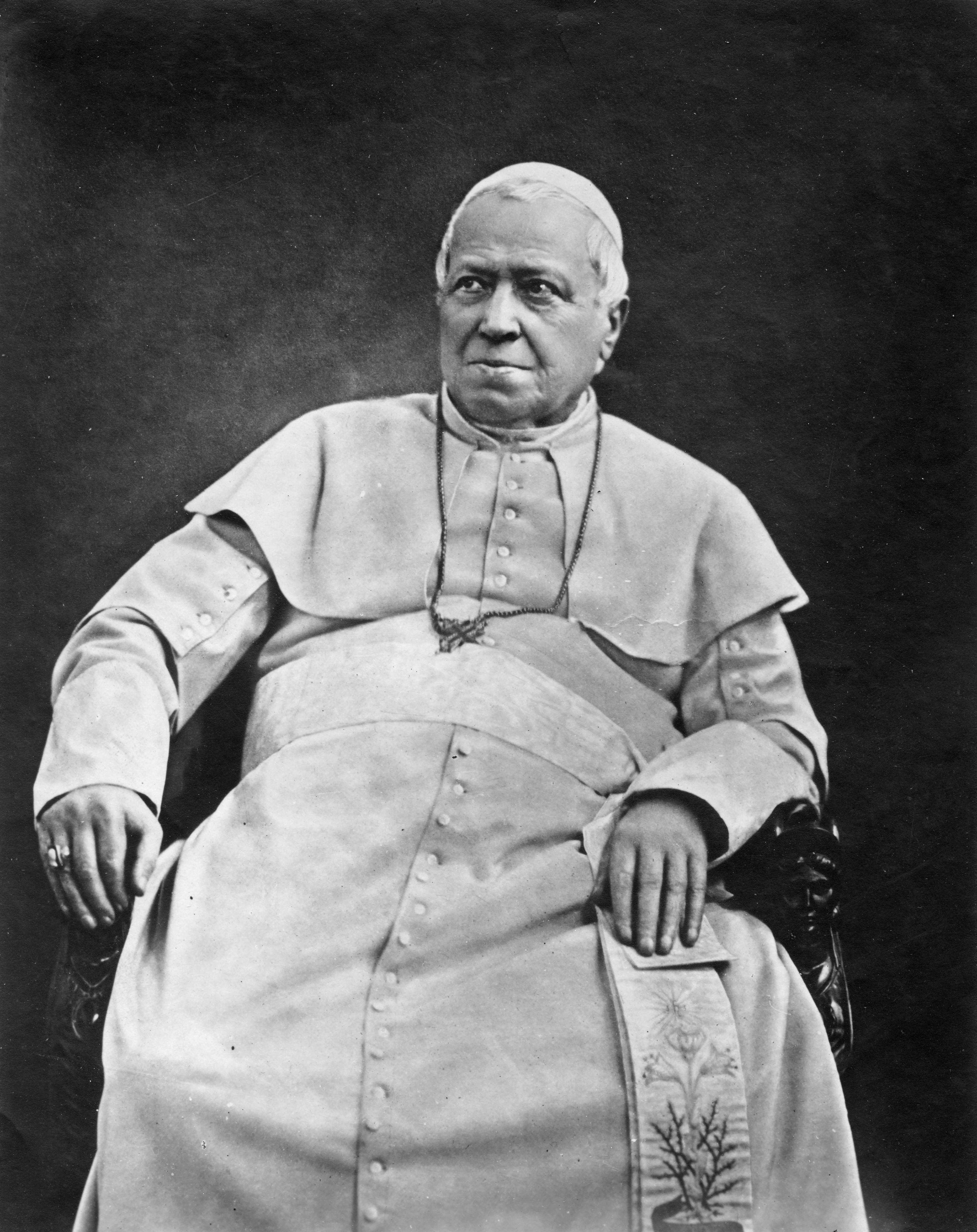
Pie IX en 1875, un des papes ayant justifié l’esclavage.

Cependant même après l’abolition dans plusieurs pays, la position de l’Église est toujous ambiguë : une instruction du Saint-Office, pendant le pontificat de Pie IX, déclare en 1866 : « L'esclavage, en lui-même, n'est dans sa nature essentielle pas du tout contraire au droit naturel et divin, et il peut y avoir plusieurs raisons justes d'esclavage ». Il s'agit d'une réponse à propos de la coutume de l'esclavage dans certaines parties de l'Afrique,.
L'esclavage des Indiens d'Amérique, pratiqué dès l'arrivée de Christophe Colomb sur Hispaniola, renouvela le questionnement et se constitua ensuite progressivement en problème politique jusqu'à sa conclusion lors de la Controverse de Valladolid en 1550. Le souverain espagnol Charles Quint autorisa d'abord l'esclavage des Amérindiens, puis l'interdit en 1526 dans tout son empire sur recommandation de son Conseil des Indes. Le 2 juin 1537, le pape Paul III le condamna à son tour en termes vigoureux dans sa lettre Veritas ipsa, suivie le 29 mai de la bulle officielle Sublimis Deus. Mais si la condamnation papale était ici sans ambiguïté, elle s'appliquait essentiellement à rejeter l'asservissement des Indiens, en refusant toute « distinction entre les droits fondamentaux des chrétiens et ceux des populations non chrétiennes, connues ou qui pourraient l'être à l'avenir » : le sort des populations africaines n'était pas évoqué explicitement. Cependant, la bulle pontificale fut complètement ignorée, et la papauté choisit l'immobilisme pour ne pas nuire trop directement aux puissances coloniales catholiques dans un contexte d'essor de la Réforme.
Ces tergiversations des autorités catholiques manifestent le caractère contradictoire des textes auxquels un chrétien pouvait se référer pour définir son positionnement vis-à-vis de l'institution esclavagiste. En effet, les circonstances dans lesquelles le christianisme était né, celles d'une société romaine où l'esclavage était admis comme une dimension fondamentale de l'organisation sociale, n'inclinait pas à rejeter cette institution, ce qui apparaît très clairement dans le discours de Saint Augustin. Cependant, ce qu'Édouard Biot a appelé la « doctrine primitive » du christianisme[source insuffisante] et qui s'incarne dans l'Épître aux Galates de saint Paul (« Il n'y a plus ici ni Juifs ni Grecs, il n'y a plus ni esclaves ni libres, il n'y a plus ni homme ni femme, mais tous sont en Jésus-Christ ») ou encore dans l'Évangile selon Matthieu (« Tout ce que vous faites au plus petit d’entre les miens, c’est à moi que vous le faites » - 25, 40), pouvait également être utilisé par les opposants au système esclavagiste pour alimenter leur combat. Néanmoins, saint Paul prône par ailleurs aux esclaves l’obéissance à leurs maîtres, même les plus sévères, afin de ne pas blasphémer (Col 3,22-25). Cette imprécision voire contradiction des textes fondateurs du christianisme sur la question de l'esclavage a permis aux autorités en place de se saisir, au sein du message chrétien, des éléments susceptibles d'appuyer les décisions prises en fonction de circonstances et de critères autres que religieux : justification de l'esclavage noir d'abord, contestation du système esclavagiste, appuyée sur l'idée que tous les hommes sont égaux devant Dieu, ensuite.

## LeXVIIIesiècle: une remise en cause progressive

### L'argumentaire abolitionniste

#### Les arguments philosophiques et moraux
Les précurseurs de l'abolitionnisme furent les quakers américains et britanniques dès les années 1740. Leur position, exprimée pour la première fois en 1688 et qui s'imposa graduellement parmi eux dans les décennies suivantes, était fondée sur leur lecture de la Bible.
Dans le même temps, dès le milieu du XVIIIe siècle, l'esclavage devint un sujet fréquemment évoqué par les philosophes des Lumières : Montesquieu, Voltaire, Rousseau, Raynal, Servan (Discours sur le progrès, 1781) écrivirent tous sur le sujet. En France, l'article « traite des nègres » de L’Encyclopédie rédigé en 1766 par Louis de Jaucourt condamnait l'esclavage et la traite : « Cet achat de nègres, pour les réduire en esclavage, est un négoce qui viole la religion, la morale, les lois naturelles, et tous les droits de la nature humaine ». Si la dénonciation morale de l'esclavage fut fréquente, elle franchit plus rarement le cap de la remise en cause du système esclavagiste existant dans les colonies.

#### Les arguments économiques
Dans les années 1760, émergea chez les économistes libéraux et les physiocrates français une condamnation économique de l'esclavage. Considéré comme moins productif que le travail libre, le système esclavagiste apparaissait aussi pour ces auteurs comme un frein au développement du marché intérieur. Le philosophe et économiste Adam Smith écrivait ainsi que « l'expérience de tous les temps et de tous les pays s'accorde, je crois, pour démontrer que l'ouvrage fait par des mains libres revient définitivement à meilleur compte que celui qui est fait par des esclaves ». C'est la même opinion que professe Pierre Samuel Du Pont de Nemours dans les Éphémérides du citoyen en 1771. Ces arguments, qui trouvèrent en France dans le comte de Mirabeau un relais fidèle, permirent de rallier une partie des milieux d'affaires.
Devant la condamnation morale qui se généralisa au XIXe siècle, les esclavagistes français se replièrent néanmoins derrière des arguments économiques opposés : sans l'esclavage, affirmaient-ils notamment, la prospérité de la France ainsi que sa position dans le concert des nations serait mise en danger.

### Les premières sociétés anti-esclavagistes

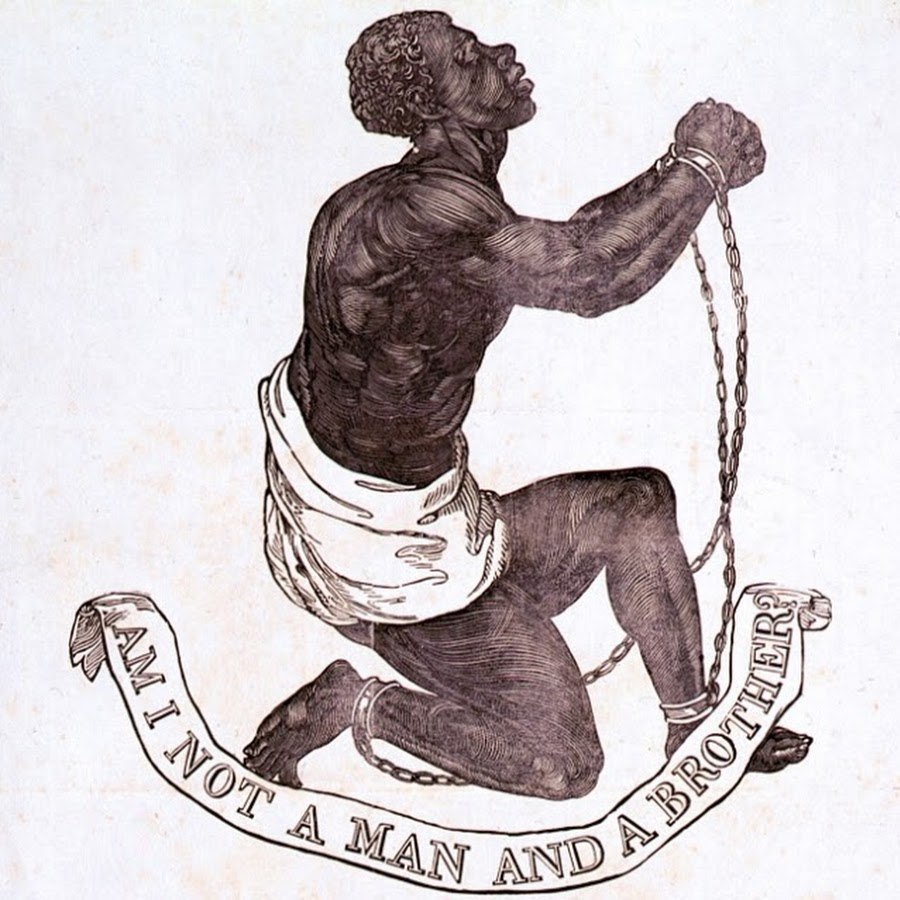
Am I Not a Man and a Brother?, illustration du célèbre médaillon anti esclavagiste dessiné par William Hackwood ou Henry Webber pour le compte de Josiah Wedgwood, vers 1787.

À la fin des années 1780, des sociétés anti-esclavagistes furent fondées quasi-simultanément aux États-Unis, en Grande-Bretagne et en France. Leur travail de dénonciation, principalement sur le terrain moral, permettait de diffuser à une large échelle l'information existant sur les conditions de vie des esclaves, comme l'atteste le succès des pétitions des années 1788-1789 demandant un débat parlementaire sur l'esclavage en Angleterre ou la revendication de l'abolition de l'esclavage dans les colonies dans une cinquantaine de cahiers de doléances français en 1789.

### L'intensification des révoltes d'esclaves
Le XVIIIe siècle se caractérisa par une recrudescence des révoltes d'esclaves dont on retrouve une trace dans les œuvres de fiction, comme Oroonoko d'Aphra Behn (le héros de la nouvelle est un leader des marrons de Surinam). Ces dernières semblent reposer sur une « culture de l'espérance » (« culture of expectation ») entretenue par les esclaves. Cette espérance est celle de l'accession à la liberté, de l'émancipation. Les projets de réforme de l'esclavage envisagés ou mis en œuvre par les métropoles au XVIIIe siècle sont connus aux Amériques, où ils arrivent aux oreilles des esclaves sous la forme de rumeurs colportées oralement. Ces dernières alimentent leur « culture de l'espérance » et aident les esclaves à passer à l'action. Les esclaves semblent en effet conscients qu'une émancipation massive contrevient à l'ordre social esclavagiste qui prévaut aux Amériques, et que seul un ordre de la métropole peut forcer colons et autorités coloniales à affranchir un grand nombre d'entre eux,. La révolte d'esclaves est une forme spécifique de résistance servile difficile à définir mais que l'on peut caractériser par le fait qu'elle est organisée par des esclaves au sein des plantations et qu'elle vise à abattre l'esclavage comme institution. Le nom des leaders connait une postérité importante dans toute l'Europe : Makandal, chef des insurgés de 1748 à Saint-Domingue, ou Moses Bom Saamp en Jamaïque sont autant de figures qui nourrirent le mythe du Spartacus dont Guillaume Raynal se fit l'écho dans son Histoire philosophique et politique des établissements & du commerce des européens dans les deux Indes.
La Révolution française (1789-1799) et la révolution haïtienne (1791 à 1804) font exploser le nombre de révoltes et de résistances des esclaves aux Amériques, en particulier dans le bassin caribéen. Leurs idéaux proclamés de liberté et d'égalité touchent les esclaves et ravivent leurs aspirations. Là encore, la circulation des idées et symboles révolutionnaires diffusés par les marins (parmi lesquels on compte des esclaves marrons), soldats et petits blancs ont pu alimenter la « culture de l'espérance »,. En août 1791, les esclaves de la province du Cap français se révoltent à Saint-Domingue, la colonie la plus prospère des Antilles au XVIIIe siècle, derrière la figure de Boukman. La révolte des esclaves de Saint-Domingue est le point de départ de la révolution haïtienne (1791 à 1804), première révolution anti-esclavagiste du continent américain. Toussaint Louverture puis Jean-Jacques Dessalines, tous deux anciens esclaves émancipés, en prennent la tête à partir de 1794. Les révolutionnaires métropolitains commencent par essayer de mettre fin à la révolte et aux autres tensions à l'œuvre à Saint-Domingue au début de la Révolution française. Le commissaire civil qui y a été envoyé, le girondin Sonthonax, le 29 août 1793, décide finalement d'abolir l'esclavage dans la partie nord de l'île ; le 21 septembre 1793, le commissaire Étienne Polverel confirme l'abolition pour l'Ouest et le Sud de Saint-Domingue. Plusieurs raisons ont poussé les deux commissaires à abolir localement l'esclavage. D'abord, l'échec de la précédente politique coloniale autonomiste à ramener l'ordre dans la colonie, puisque les petits blancs autonomistes et les libres de couleur du Sud continuent à s'affronter. Ensuite, les convictions abolitionnistes de Sonthonax, qui a écrit plusieurs textes à ce sujet dans des gazettes parisiennes. Enfin, l'isolement des autorités coloniales françaises de Saint-Domingue dans leur lutte contre les contre-révolutionnaires antillais, les Anglais et les Espagnols à partir de 1793 ; ne pouvant s'appuyer sur les colons et les libres de couleur domingois, Sonthonax cherche à s'allier avec les esclaves révoltés pour mener la guerre. La Convention généralise l'abolition de l'esclavage à toutes les colonies françaises et accorde aux affranchis la citoyenneté française par le décret du 16 pluviôse an II. L'esclavage est effectivement aboli dans les colonies françaises de Saint-Domingue, de la Guadeloupe, de Guyane et de Sainte-Lucie (1795-1796). Toutefois, après la paix d'Amiens qui restitue la Martinique, Sainte-Lucie et Tobago à la France, Napoléon promulgue la loi du 20 mai 1802 qui fait appliquer à nouveau l'esclavage dans les territoires récupérés. Bien que Saint-Domingue ne soit donc pas directement concernée par la loi, et que Napoléon s'engage fin 1801 à maintenir l'abolition sur l'île, le rétablissement progressif de l'esclavage en Guadeloupe en 1802 et l'expédition de Saint-Domingue qui débute la même année ont pour conséquence une reprise des hostilités. Celles-ci prennent fin lors de la bataille de Vertières en 1803, qui consacre la défaite de l'expédition française. La révolution haïtienne constitue la première révolte d’esclaves réussie du monde moderne et Haïti devient en 1804 la première République noire indépendante du monde.
En dehors des colonies françaises avant 1789, les sociétés esclavagistes des Amériques sont globalement mises en péril par les révolutions françaises et haïtiennes. Ainsi, les esclaves affranchis ont pu lutter contre des puissances coloniales cherchant à les remettre en esclavage : c'est le cas à la Guadeloupe en 1802 ou encore à Sainte-Lucie entre 1796 et 1797. Dans les colonies britanniques de Saint-Vincent et de la Grenade, les esclaves s'allient avec d'autres groupes (Caraïbes noirs, libres de couleur) et avec les Français afin de renverser le régime britannique. Ces deux insurrections, qui dépassent la simple révolte d'esclaves, sont matées par les forces britanniques du général Abercomby en 1796. De nombreuses révoltes ou complots d'esclaves éclatent dans les années 1790, allant jusqu'à 4 par an selon David Patrick Geggus. On peut entre autres citer celles de Trois-Rivières à la Guadeloupe (avril 1793), de Curaçao (septembre 1800) ou de Louisiane de 1811. La guerre explique aussi largement cette recrudescence car les garnisons américaines et l'ordre esclavagiste sont affaiblis à plusieurs reprises.

### L'impact des libérations de la Guerre d'indépendance américaine
La guerre d'indépendance des États-Unis a été considérée par des historiens américains comme « l’occasion du plus grand soulèvement d’esclaves de notre histoire »,. Si la majorité des esclaves noirs travaillant dans les 13 colonies ne furent pas affranchis, plusieurs dizaines de milliers se sont enfuis ou ont été libérés par les Anglais,, dans les deux Caroline, mais aussi en Virginie, en Géorgie ou encore dans le Maryland, en échange de leur enrôlement dans les combats. Parmi eux, 20 appartenaient au futur président américain Thomas Jefferson, planteur en Virginie.
Au total, « on estime qu’environ 100 000 personnes tenues en esclavage ont ainsi trouvé asile à l’arrière des lignes britanniques ». Parmi ce nombre, ceux qui ont réussi à s'enfuir définitivement furent plus nombreux que les volontaires pour combattre dans l'un ou l'autre camp. Environ un tiers des 15 000 esclaves de la Géorgie et plus de 20 000 de la Caroline du Sud se sont enfuis pendant la Guerre, en grande partie vers la Floride espagnole, comme les 8 500 sont partis avec les Britanniques lors des évacuations des ports de Savannah et Charleston. D'autres sont partis vers les bois et les montagnes de l'arrière-pays, où ils ont constitué des gangs hors-la-loi difficiles à traquer. Beaucoup sont morts de malnutrition et quelques-uns furent capturés par des officiers et revendus.
Plusieurs milliers d'esclaves noirs ayant servi dans l'armée anglaise pendant la Guerre, notamment dans la Marine anglaise, ont été évacués vers la Nouvelle-Ecosse, le Nouveau-Brunswick et la Colombie britannique car il leur était difficile de revenir trop nombreux et de manière trop visible dans les colonies de leurs anciens maîtres.

## XIXesiècle: voies nationales de l'abolition des traites occidentales

### Europe du Nord

#### Danemark-Norvège
En 1792, le Danemark, alors associé au royaume de Norvège, fut le premier à prévoir l'interdiction de la traite des Noirs dans un délai de dix ans,.
Influencés par la vigueur des débats abolitionnistes en Angleterre et en France, persuadés que l'abolition allait intervenir rapidement dans ces deux pays majeurs, les Danois, un an seulement après avoir constitué une commission chargée d'étudier cette éventualité, décidèrent de franchir le pas de l'interdiction de la traite. Ils accordèrent néanmoins à leurs « colonies à sucre » un délai de dix ans, jusqu'en 1803, pour adapter leur système productif et augmenter le nombre d'esclave présents sur place par accroissement naturel.
Malgré l'importance, plus grande que pour la France ou la Grande-Bretagne, du commerce colonial dans l'économie de leur pays, alors peu peuplé et pas encore industrialisé, les membres de la commission danoise avaient constaté la maigre rentabilité de la traite du fait de peu de possessions aux Antilles, de la forte concurrence sur le marché de la traite, mais aussi des coûts importants (décès d'esclaves et de marins, naufrages, entretien des forts sur les côtes africaines…). Dès lors, rien ne justifiait « de la maintenir pour elle-même, et de continuer à la subventionner par le biais des avantages concédés aux compagnies de commerce ».
En revanche, l'esclavage n'est quant à lui aboli dans leurs colonies antillaises que le 3 juillet 1848,.

#### Suède-Norvège
La Suède, associée à son tour au royaume de Norvège, se prévaudra de l'interdiction danoise lors de la signature d'un « traité pour la répression de la Traite des Noirs » avec l'Angleterre en 1824.
Il faut attendre le 9 octobre 1847 pour que l'esclavage soit aboli à Saint-Barthélemy, l'unique colonie antillaise des Suédois,

### Royaume-Uni

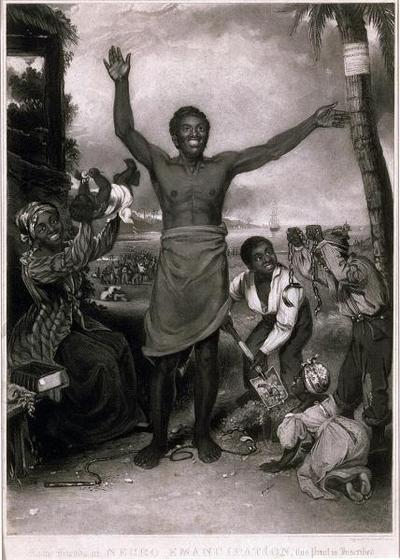
Gravure célébrant les associations antiesclavagistes, après l'abolition de l'esclavage dans l'empire britannique, av. 1858.

#### Mouvement abolitionniste précoce
L’abolition de l'esclavage a eu lieu au Royaume-Uni de manière très précoce par rapport aux autres pays esclavagistes. Cela s'explique notamment par l'émergence dès la fin du XVIIIe siècle d'un puissant mouvement abolitionniste au Royaume-Uni, notamment dans une myriade d'obédiences religieuses humanistes.
Les sociétés abolitionnistes visaient dans un premier temps à abolir uniquement la traite, en escomptant que son abandon entraînerait le dépérissement progressif du système esclavagiste. La très efficace propagande qu'elles diffusaient rencontra un écho certain au sein de l'opinion publique britannique, écho concrétisé dans la production de spectaculaires pétitions comme les affectionnaient les milieux radicaux britanniques de cette époque. Ces pétitions étaient ensuite présentées au Parlement pour appuyer l'action de ceux de ses membres qui militaient pour l'abolition, tel William Wilberforce.

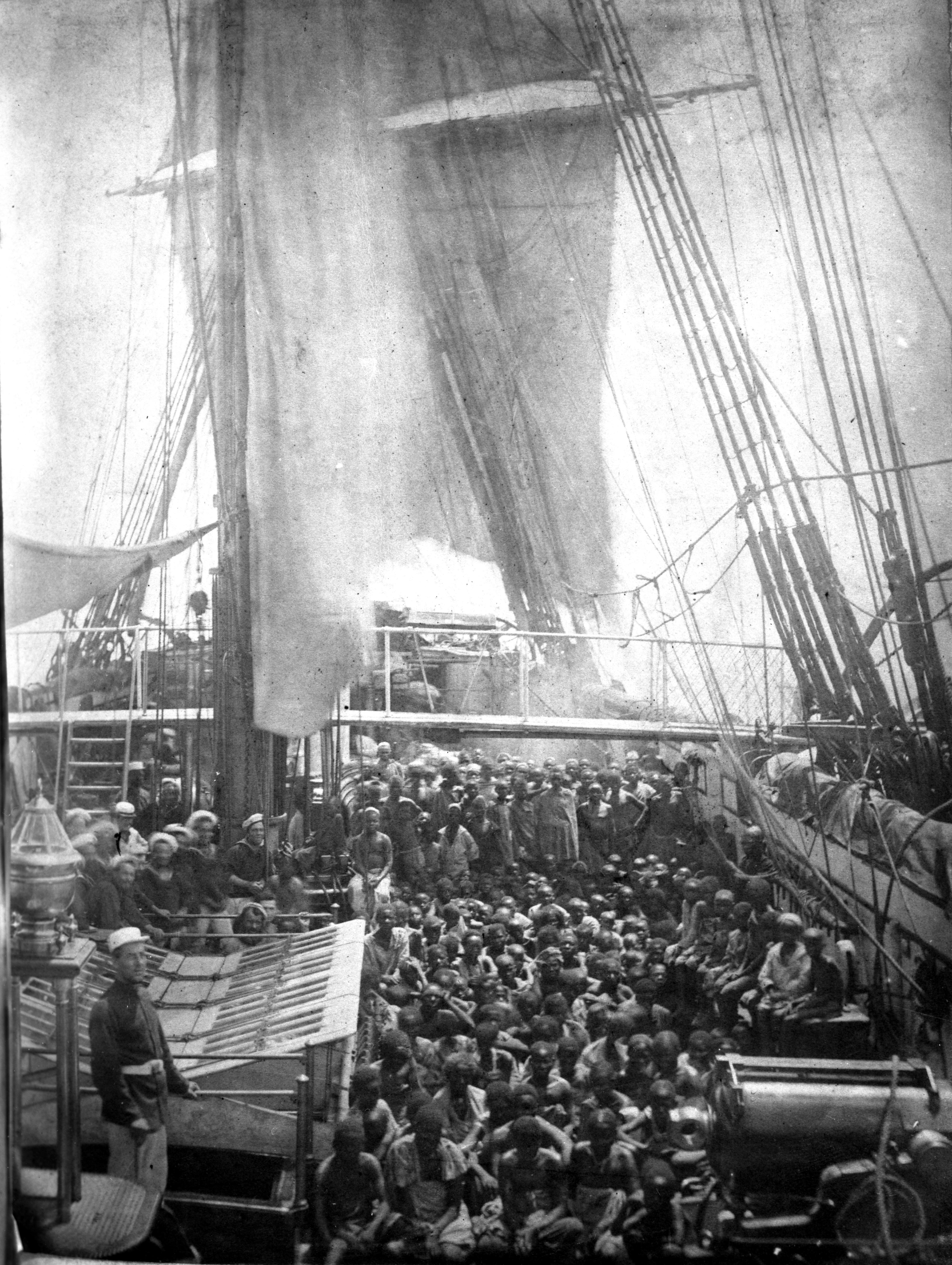
Jeunes captifs rescapés par le Britannique HMS Daphne sur les côtes d'Afrique de l'Est, 1868.

Une première pétition est présentée au Parlement en 1783,, l'année où William Wilberforce se lie à James Ramsay, chirurgien naval et pasteur aux Antilles qui publie en 1784 une enquête menée pendant trois ans, suivie de celle de Thomas Clarkson en 1786, l'année où Charles Middleton, chef suprème de la Royal Navy écrit à William Wilberforce pour lui demander de défendre l’abolition devant le Parlement,.
Cependant, la motion qu'il présente en mai 1788 pour obtenir un débat parlementaire en vue de l'abolition de la traite suscite une forte réaction des milieux liés à la traite. Les armateurs réunissent 14 000 signataires d'une pétition dénonçant le projet, qui sera cette année-là rejeté par la Chambre des communes.
Mais la Société anglaise pour l'abolition, de Thomas Clarkson, a cette année-là obtenu une enquête de la Couronne britannique et ne désarme pas, avec en 1791 des campagnes « anti-saccharistes », pour le boycott du sucre qui résistent même à la pénurie résultant du début de la révolution haïtienne en 1791 aussi.
Des pétitions massives pour l'abolition, au nombre de 519, totalisent 390 000 signatures en 1792,, selon les calculs de l'historien, Seymour Drescher,

#### Abolition de la traite, puis de l'esclavage
L'abandon de la traite fut obtenu en 1807, celle de l'esclavage lui-même en 1833, notamment grâce à l'action de l'Anti-Slavery Society.
Pour préserver notamment l'équilibre économique des colonies antillaises britanniques, on choisit cependant une sortie graduelle de l'esclavage : pendant une période, variable selon les catégories d'individus, d'« apprentissage » de la liberté, les esclaves devaient fournir un travail non rémunéré à leur ancien maître. L'émancipation définitive et généralisée n'intervint que le 1er janvier 1838.

#### Indemnisation des propriétaires d'esclaves
Comme prévu dans la loi d'abolition, la Grande-Bretagne dut dédommager en 1834 les propriétaires d'esclaves à hauteur de plus de 20 millions de livres (correspondant à quelque 20 milliards de livres actuelles), soit 40 % de son budget de 1833, dont le contribuable britannique finit de rembourser les emprunts en 2015.

#### Répression de la traite
L'abolition de l'esclavage motiva encore davantage l’État britannique à mener la politique de répression de la traite à l'échelle internationale, qu'il avait initiée dès 1807. Le Royaume-Uni imposa ainsi petit à petit l'abandon de la traite à ses ennemis vaincus ou à ses alliés redevables, via des accords bilatéraux plus ou moins contraignants.
Dans ce cadre, la Royal Navy, et en son sein le British African Squadron, prit largement en charge pendant plusieurs décennies la chasse aux navires négriers au large de l'Afrique, ce qui, malgré le coût de l'opération, ne fut pas sans contribuer à l'établissement et au renforcement de l'hégémonie britannique sur les mers et dans l'espace africain. Malgré des dérives, la politique britannique constante visant à étendre au monde entier l'interdiction des traites négrières qu'elle s'était elle-même imposée, tarit progressivement les flux qui en étaient issus dans les années 1840-1850.

### France

#### Évolution et contradiction de la législation
La première loi interdisant l'esclavage dans tout le royaume de France, et le servage dans les domaines royaux, a été donnée par le roi Louis X ; il s'agit de l'édit du 3 juillet 1315. Cet édit permet en théorie à tout esclave qui arrive en France d'être affranchi : « Le sol français affranchit l'esclave qui le touche ». L'édit ne connait son premier cas pratique qu'en 1571, lorsqu'un tribunal de Bordeaux affranchit des esclaves Noirs (qu'un armateur normand tentait de vendre en métropole), au motif que « La France, mère de liberté, ne permet aucuns esclaves » sur son sol,.

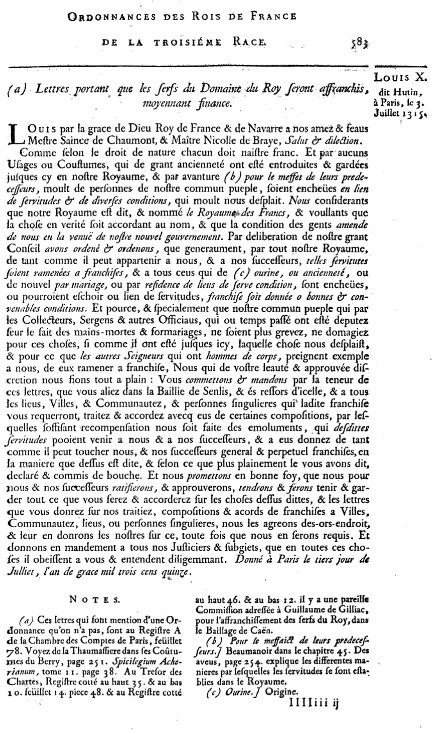
Édit prononcé par Louis le 3 juillet 1315.

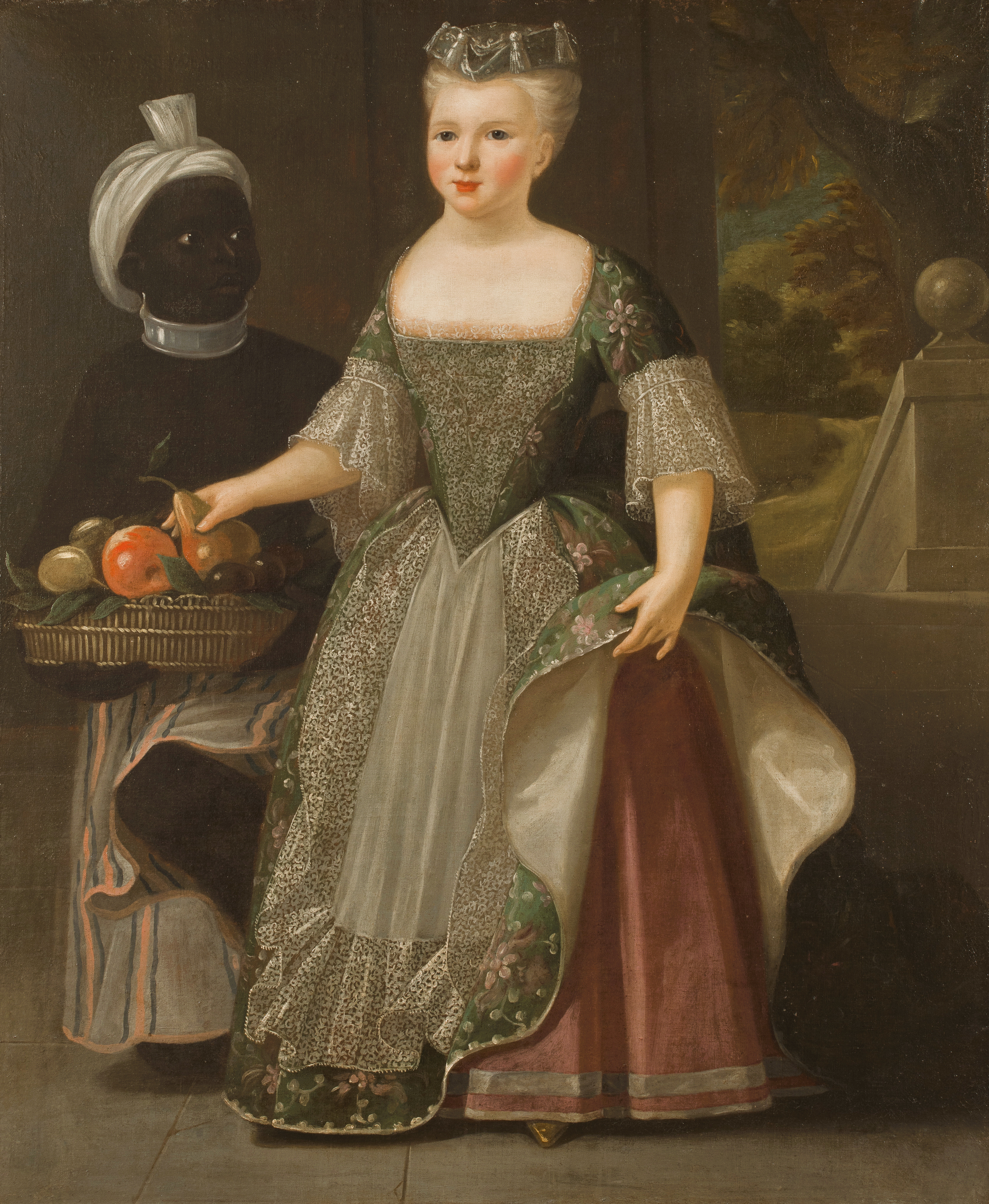
Portrait de Marie-Anne Grellier avec sa Négrillonne, huile de Chanteloub, La Rochelle, 1721.

Mais bien plus tard, suivant l'exemple du Portugal, de l'Espagne, de l'Angleterre et des Pays-Bas, les colons français, importent des esclaves d’Afrique aux Petites Antilles, à partir de 1621. Et en 1642, le roi Louis XIII autorise l'esclavage dans les Antilles françaises (mais pas en métropole).
En 1685, son fils Louis XIV promulgue le « Code noir », améliorant légèrement le traitement des esclaves dans les Antilles françaises, mais développant en même temps le commerce triangulaire, qui sera considérable au siècle suivant. L'ordonnance est appliquée aux Antilles en 1687, puis étendue en Guyane en 1704, à la Réunion en 1723, et en Louisiane en 1724. Si le principe de l'absence d'esclaves en métropole est rappelé en 1696 par le Secrétaire d'État à la Marine Louis de Pontchartrain, son prédécesseur Jean-Baptiste Colbert de Seignelay avait laissé faire, voire encouragé la possession d'esclaves à la Cour. Les dissonances entre droit coutumier et Code noir obligent Jérôme de Pontchartrain, fils et successeur de Louis au secrétariat d'État à la Marine, à préciser que la condition servile s'applique à nouveau sur les Noirs passés par la métropole et rejoignant l'outre-mer.
Pendant la régence du duc d'Orléans, un édit paraît en octobre 1716, permettant aux colons d'amener leurs esclaves en métropole « pour leur faire apprendre quelque métier dont les colonies recevraient beaucoup d'utilité », à condition que les maîtres respectent les procédures d'enregistrement de l'amirauté. Malgré le refus du parlement de Paris d'adopter cet édit, ceux de Rennes, Rouen et Bordeaux, liés aux armateurs de Saint-Malo, de Nantes, du Havre ou de Bordeaux, l'avalisent. Toutefois, la légèreté de certains propriétaires omettant de faire les déclarations nécessaires, et le refus continu du parlement de Paris d'appliquer cet édit permet à certains esclaves de retrouver leur liberté. Le 15 décembre 1738, le roi Louis XV rappelle par une déclaration officielle le devoir des colons concernant les procédures d'enregistrement, et leur impose également un délai de trois ans d'apprentissage maximum, la confiscation des esclaves par la Couronne étant prévue en cas de dépassement de ce délai.
En métropole, le Code noir ne s’applique pas et un propriétaire peut libérer son esclave sans payer de taxe. Peu à peu, certains sont affranchis par leur propriétaire (et parfois dotés d’une rente), par mariage (les prêtres en métropole refusent de marier des esclaves) ou, plus simplement, par la loi[réf. à confirmer]. La plupart des affranchis restent dans la domesticité ; d’autres exercent diverses professions comme perruquiers ou sous-officiers de marine – et les rôles des navires montrent qu’ils n’étaient pas discriminés en salaire ; certains s’embarquent même pour la traite, à l'exemple de Dominique Toscan.
En 1777, une Déclaration royale oblige à recenser toute personne de couleur vivant en métropole ; les familles propriétaires d'esclaves sont des colons, des familles créoles, des négociants, des armateurs ou des capitaines qui les ont fait venir des colonies d'Amérique pour leur usage personnel ou pour décharger les bateaux. La présence d'esclaves sur le continent provoque des protestations populaires et un renouvellement très ferme de l'interdiction d'importer des populations noires en métropole. Néanmoins, au motif que des Noirs ou mulâtres semblent nécessaires à leurs maîtres pendant la traversée et au débarquement, Louis XVI impose la même année qu'ils soient ensuite tous (Noirs esclaves ou libres) consignés dans un « dépôt des Noirs » créé dans chaque port français (souvent une prison) durant leur séjour en France, dans l'attente de leur retour dans leur colonie d'origine, afin de veiller « à la conservation des mœurs et du bon ordre dans [son] royaume ». L'édit proscrit en théorie les nouvelles arrivées (à l'exception des nourrices qui peuvent rester auprès des enfants), mais cette obligation n'est pas respectée.
Par un édit du 8 août 1779, Louis XVI renouvelle l'abolition du servage et du droit de suite en France. Cet édit qui porte sur les servitudes réelles, affranchit tous les « mains mortables » des domaines royaux, ainsi que les hommes de corps, les « mortaillables » et les « taillables ». Mais par des arrêts royaux en 1783, 1784 et 1786, le roi offre des primes calculées selon le nombre de Noirs transportés dans les colonies françaises, le lieu de débarquement et la jauge des navires, récompensant le commerce négrier. Ces primes ne sont supprimées qu'en 1793, par la Convention nationale, après la chute de la royauté.

#### Essor de la pensée abolitionniste durant la Révolution

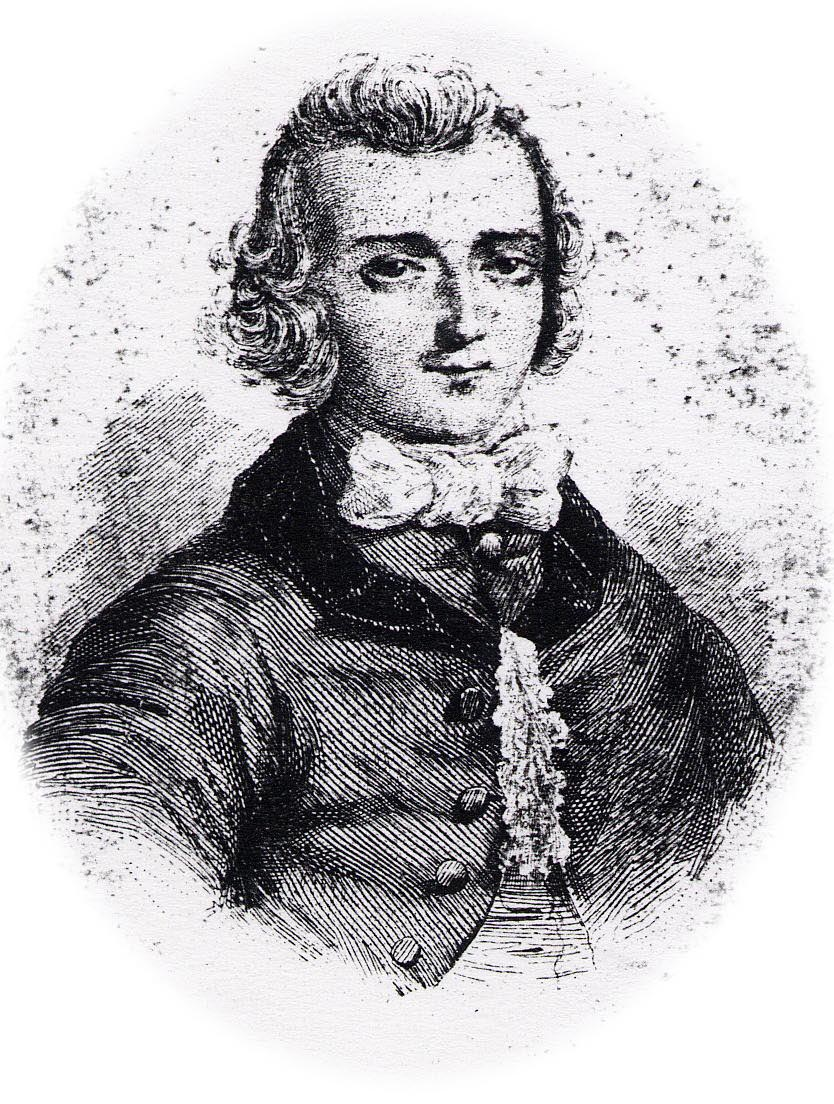
Le chevalier Louis de Jaucourt.

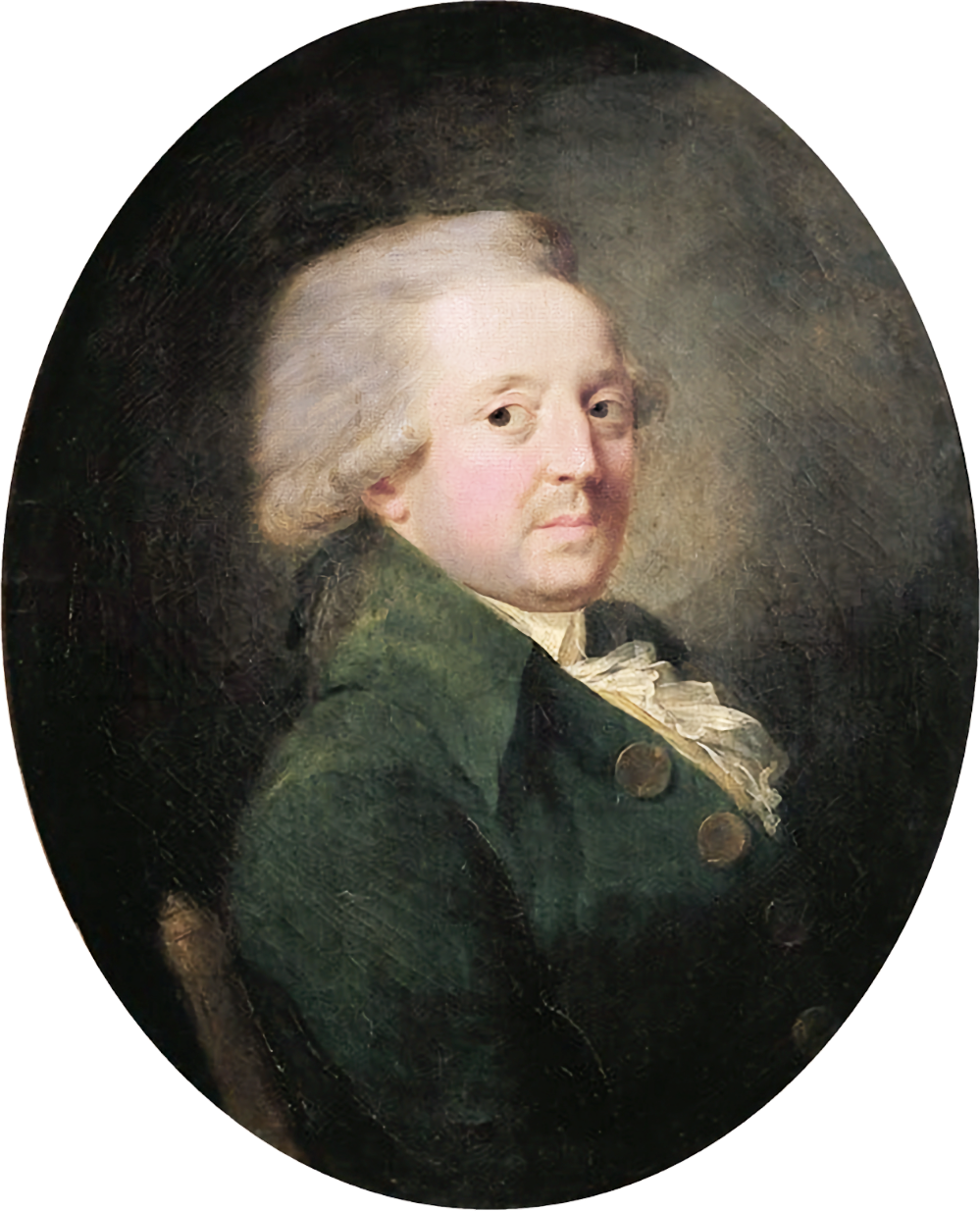
Nicolas de Condorcet.

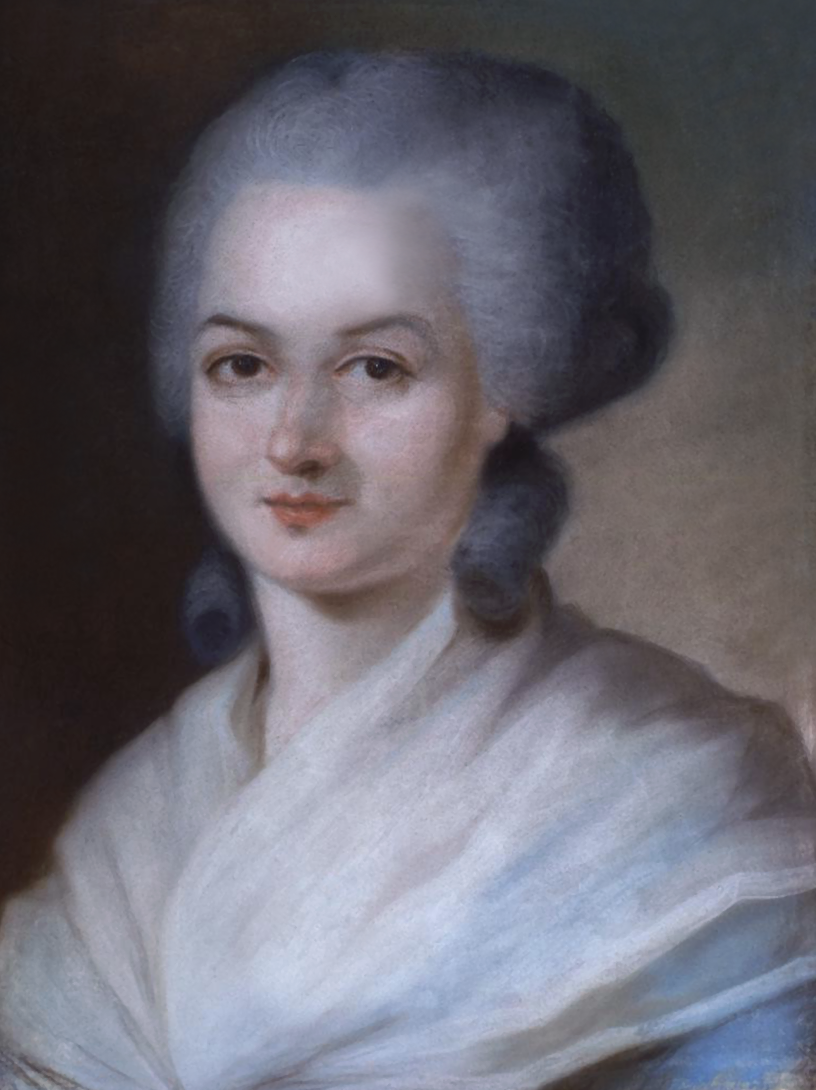
Olympe de Gouges.

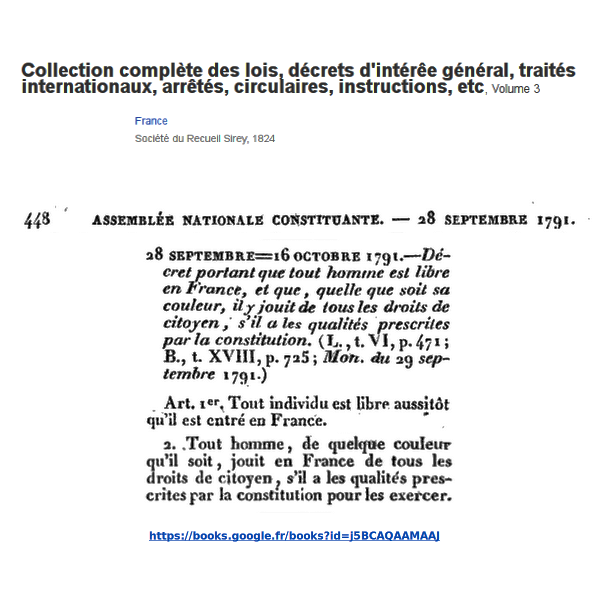
1791 - L'assemblée constituante réaffirme l'esclavage aboli en France.

En 1748, dans De L'esprit des Lois, Montesquieu écrivit un texte satirique intitulé De l'esclavage des nègres ; il y tournait en dérision les justifications idéologiques et matérielles de l'esclavage négrier. En 1755, le Chevalier de Jaucourt rédigea les articles « Esclavage » et « Traite des nègres » (demandant son abolition) dans l’Encyclopédie de Diderot et d’Alembert. Il estimait que détenir quelqu'un en esclavage, c'est lui déclarer la guerre et légitimait donc la résistance des esclaves.
Jacques Pierre Brissot fonde en 1788 la Société des amis des Noirs dont les objectifs affirmés étaient l'égalité des blancs et des hommes de couleur libres, l'interdiction de la traite négrière et l'abolition progressive de l'esclavage colonial. Condorcet (Réflexions sur l'esclavage des nègres) réclame un moratoire d'une durée de 70 ans entre la fin de l'esclavage et l'accession des affranchis au statut de citoyen. Le Cercle Social, né en 1790, est très marqué par la philosophie abolitionniste, en la personne de l'abbé Fauchet. Julien Raimond milite depuis 1789 pour la cause des hommes de couleur libres, mais n'en a pas moins des projets d'abolition progressive de l'esclavage des Noirs.
Olympe de Gouges, surtout connue pour son combat en faveur des droits de la femme, s'est beaucoup plus tôt engagée dans cette cause, en 1788 par une brochure, Réflexions sur les hommes nègres, et par une pièce de théâtre écrite vers 1785, représentée une fois en décembre 1789 (mais publiée en mars 1792 quelques mois après l'élection de Jérôme Pétion à la mairie de Paris) Zamor et Mirza. En janvier 1790, elle assure dans une brochure à destination d'un colon qu'elle n'est pas membre de la société des Amis des Noirs[source insuffisante]. Elle n'en continue pas moins son combat notamment par l'écriture d'une deuxième pièce de théâtre abolitionniste en décembre 1790 Le Marché de Noirs, restée à ce jour inédite. Il est possible cependant qu'elle ait adhéré vers cette époque à la célèbre Société, dans la mesure où Jacques Brissot affirme en 1793 dans ses mémoires qu'elle y fut admise. Elle est listée et saluée par l'abbé Grégoire en 1808 dans De La littérature des Nègres à l'intérieur d'un répertoire alphabétique de gens qui luttèrent contre l'esclavage et pour les hommes de couleur.
Dans la presse, Léger-Félicité Sonthonax publie entre septembre 1790 et juin 1791 dans le périodique hebdomadaire les Révolutions de Paris « des articles très énergiques en faveur des hommes de couleur » et même contre l'esclavage des Noirs. Le 18 mai, c'est Jean-Paul Marat qui présente un projet abolitionniste dans « L'Ami du Peuple ». Pierre-Gaspard Chaumette, ancien mousse, témoin à ce titre des forfaits de l'esclavage et de la traite, continue le travail de Sonthonax dans Les Révolutions de Paris (août 1791-juin 1792 puis un article en février 1794). Le 4 juin 1793, il se présente à la Convention avec une pétition demandant l'abolition de l'esclavage. Le journaliste Claude Milscent (1740-1794), créole ancien propriétaire d'esclaves, rédacteur jacobin du Créole Patriote qui de septembre 1792 à mars 1794 publie régulièrement des articles sur le sujet, participe à la campagne de juin 1793 auprès de Chaumette et salue avec enthousiasme le décret du 4 février 1794 : original, le 5 février 1794, il rend compte exclusivement de sa réception chaleureuse au club des Jacobins.
Néanmoins, les colons se sont organisés pour lutter contre l'avancée de cette pensée : en 1788, les délégués de Saint-Domingue aux États généraux, Louis-Marthe de Gouy d'Arsy et Denis Nicolas Cottineau de Kerloguen, fondent un comité colonial, destiné à empêcher toute réforme du système esclavagiste, puis le Club Massiac, un groupe de pression[source insuffisante].

#### Lutte législative et abolition progressive
Malgré les efforts de ses membres éminents, comme Mirabeau, Pétion, Clavière, l'abbé Grégoire, Lanthenas, Lafayette et Sieyès, la Société des amis des Noirs ne peut obtenir que provisoirement le premier des trois objectifs auprès de l'Assemblée constituante. Le Club Massiac obtient le maintien de l'esclavage dans les colonies le 28 novembre 1789. Au cours de ces débats, le député Barnave s'exclame « le nègre ne peut croire qu'il est l'égal du blanc ».
À l'Assemblée constituante le 11 mai 1791, un député du Vermandois, Vieffville des Essarts, présente un projet d'abolition assez proche de ceux proposés par les Amis des Noirs. L'assemblée l'écarte prudemment des débats, mais le fait publier. Robespierre, qui n'est pas non plus membre de la Société des Amis des Noirs, rejette la constitutionnalisation de l'esclavage proposée avec succès par Bertrand Barère, en s'écriant le 13 mai 1791 « Périssent les colonies ». Mais le 24 septembre 1791, dans le cadre de la régression qui suivit la fuite de roi à Varennes et la fusillade du Champ-de-Mars, Barnave réussit de plus à faire révoquer ce décret, comme l'avait craint l'abbé Grégoire le 16 septembre devant le Club des Jacobins. Il bénéficie pour cela de la défection de Lafayette et de Sieyès, défection vivement condamnée par Brissot dans le Patriote Français du 26 septembre. Néanmoins, le 28 septembre, le député jacobin Edmond Dubois-Crancé parvient à obtenir de l'assemblée constituante l'abolition de l'esclavage et l'égalité des hommes de toutes les couleurs en France continentale.

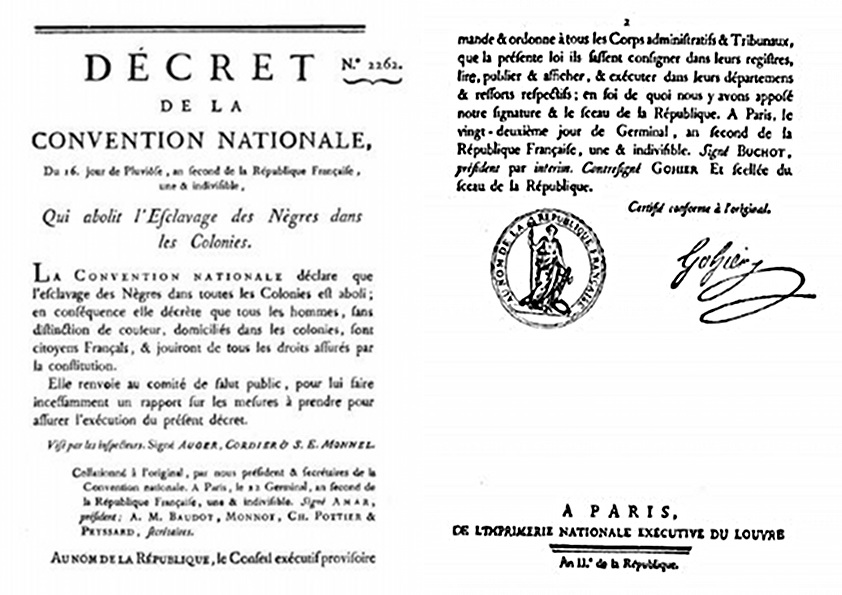
Décret d'abolition de l'esclavage du 16 pluviôse an II (4 février 1794).

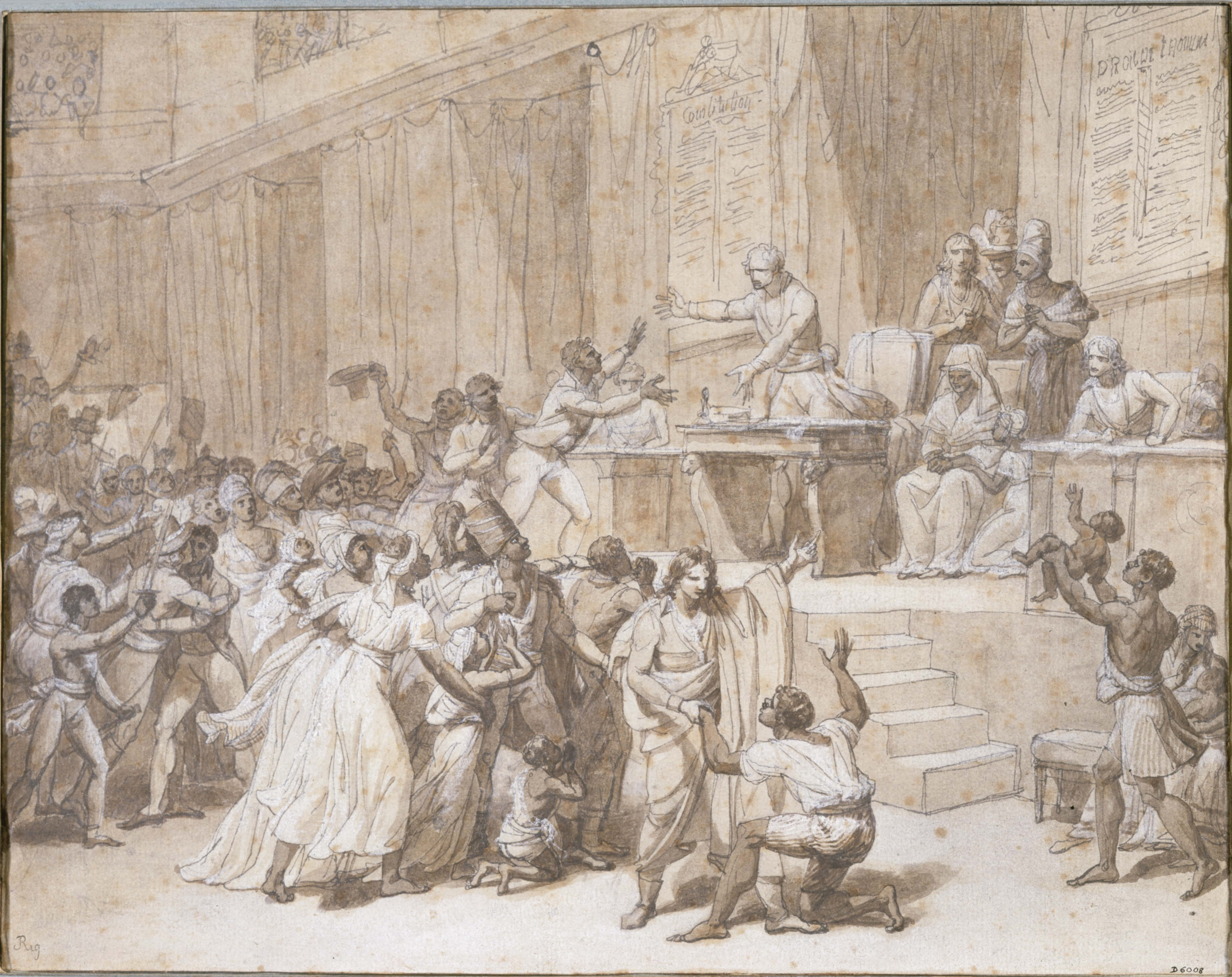
À la Convention après le décret d'abolition de l'esclavage du 16 pluviôse an II.

À l'Assemblée législative, qui succède à la Constituante, début décembre 1791, le député des Bouches-du-Rhône, Mathieu Blanc-Gilli prend le relais de Vieffiville des Essarts en proposant à son tour un plan d'abolition de l'esclavage. Le 4 avril 1792, l'Assemblée nationale décide d'accorder la pleine citoyenneté à tous les libres de couleur. Plus exactement, ce jour-là le roi sanctionne — comme la constitution de 1791 le prévoit — les décrets législatifs du 24 mars et gouvernemental du 28 mars 1792. Clavière et Roland avaient été nommés ministres par le roi au début du mois et l'ont persuadé de valider sans délai la décision de l'assemblée législative : c'est « la loi du 4 avril 1792 ».
Deux commissaires jacobins proches de la Gironde sont alors nommés par Brissot — élu député en septembre 1791 — pour faire appliquer le décret à Saint-Domingue : Léger-Félicité Sonthonax et Étienne Polverel. Le second avait fait radier Barnave du club des Jacobins le 25 septembre 1791 et avait participé aux côtés de Clavière, l'abbé Grégoire, Condorcet et Lanthenas à un jury jacobin chargé de couronner le meilleur almanach constitutionnel et populaire. L'almanach du Père Gérard de Jean-Marie Collot d'Herbois qui condamnait l'esclavage des Noirs. Ils s'embarquent en juillet pour la colonie. Face à la guerre qui menace, et à la mauvaise volonté des colons envers la République, Sonthonax, commissaire de la Convention au nord et à l'ouest de Saint-Domingue, prend unilatéralement la décision d'abolir l'esclavage sur son territoire le 29 août 1793 ; il envoie ensuite à Paris six élus et trois suppléants. Au sud de Saint-Domingue, l'abolition est décrétée par Polverel le 21 septembre 1793, mais aucun député de cette partie méridionale de la colonie n'est élu pour participer aux débats de la Convention et des assemblées directoriales.
Poussée par la décision de Sonthonax, mais ignorant celle de Polverel, et par un décret du 16 pluviôse an II (4 février 1794), d'après une rédaction de Jean-François Delacroix, la Convention montagnarde abolit enfin l'esclavage, qualifié au cours du débat de « crime de lèse-humanité ». Le Conventionnel montagnard de la Sarthe, René Levasseur est le premier à proposer l'extension de l'abolition à toutes les colonies. Cette abolition, certes dictée par un humanisme hérité des Lumières, avait aussi comme objet de ramener le calme à Saint-Domingue dans un contexte de pression militaire britannique sur les possessions françaises des Caraïbes. Le discours de Danton dans lequel il se serait écrié le 16 pluviôse an II, « L'Anglais voit s'anéantir son commerce » a laissé croire à une motivation opportuniste et vénale. Mais l'authenticité de cette phrase rapportée imparfaitement par un auteur, Augustin Cochin, a été contestée.

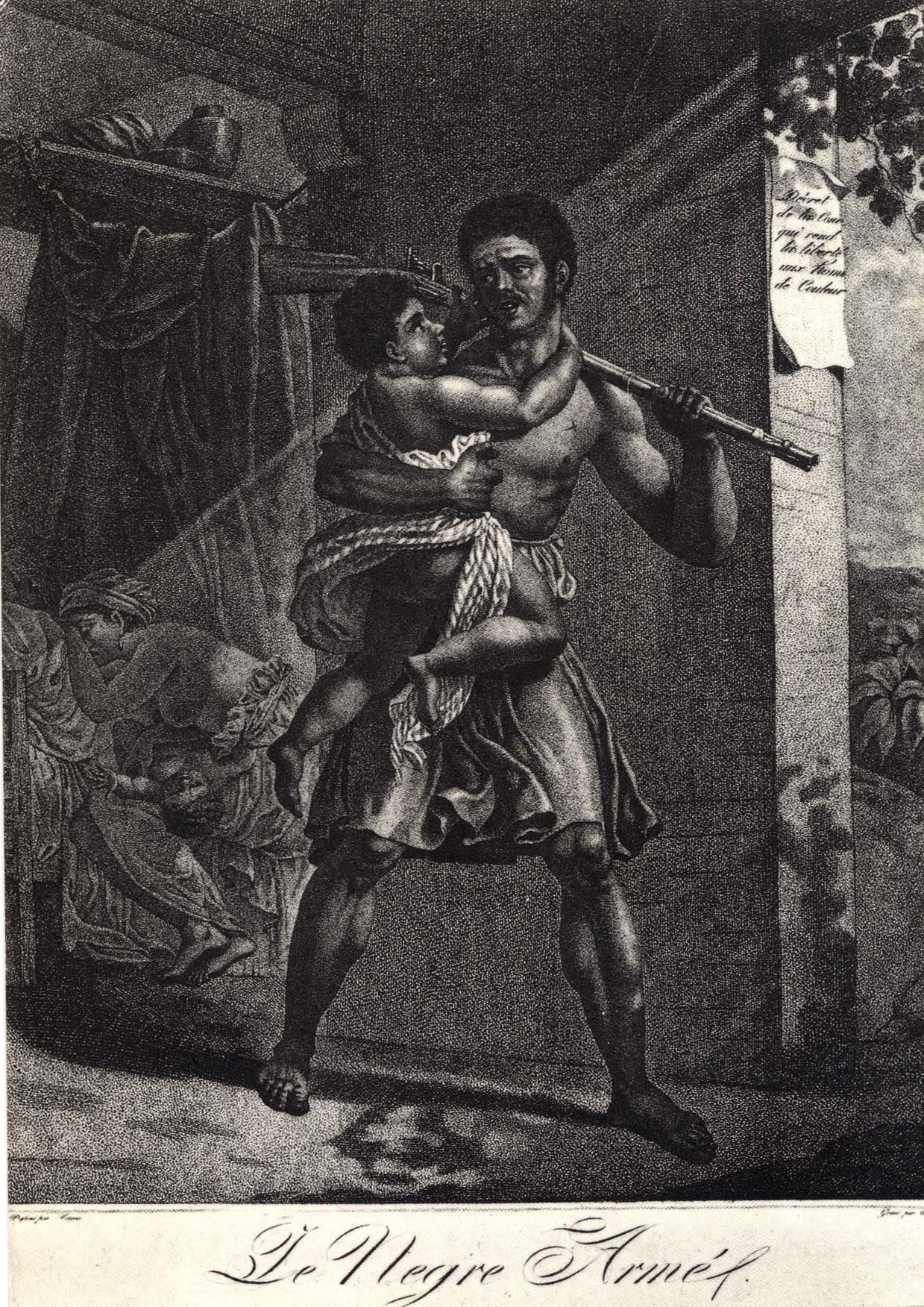
Le Nègre armé, image de la Révolution à la Guadeloupe. Sur l’entrée de la maison, le décret conventionnel abolissant l’esclavage est affiché.

Les esclaves affranchis disposent dès lors de la citoyenneté française. Cette abolition est également appliquée dans d'autres possessions françaises : aux Antilles, seules la Martinique et Tobago que les Anglais contrôlent alors, ne connaissent absolument pas la suppression de l'esclavage ; la volonté de la métropole de faire appliquer l'émancipation aux Mascareignes se heurta au refus des représentants de locaux de recevoir les commissaires du Directoire venus dans cette perspective en janvier 1796. Outre les deux entités de Saint Domingue, l'abolition de l'esclavage et de la traite ne s'applique donc réellement qu'en Guadeloupe, sous la houlette de Victor Hugues, en Guyane, et à Saint-Lucie pendant l'année (1795-1796) au cours de laquelle la France réussit à prendre le contrôle de cette colonie.
Les nouveaux députés de couleur à la Convention sont accueillis et écoutés chaleureusement par Camboulas, René Levasseur, Danton, Jean-François Delacroix, l'abbé Grégoire comme à la Commune par le porte-parole des sans-culottes, Pierre Chaumette, qui prononce en leur présence un très long discours abolitionniste le 30 pluviôse an II (18 février 1794) au Temple de la Raison. Jacques-René Hébert consacre dans « le Père Duchesne » un article très chaleureux à cette fête de l'abolition. D'autres fêtes de ce type sont organisées en province jusqu'en juillet 1794, souvent sous l'égide de représentants en mission : Bordeaux (Tallien), Lyon (Fouché, Méaulle, Laporte), Châlons-sur-Marne (Pflieger), Brest (Prieur de la Marne), Rouen-Le Havre (Siblot), Provins-Montereau (Maure), Vitry-le-François (Battellier), Bourg-en-Bresse (Albitte). Cette dernière fête est sans doute l'une des plus spectaculaires, car, au nom de l'unité du genre humain, on y vit des femmes blanches et noires échanger quelque temps leurs bébés pour allaitement. Parallèlement, à peu près jusqu'au 9 thermidor an II, plusieurs centaines d'adresses en provenance de sociétés populaires provinciales parviennent à la Convention, la félicitant du vote de ce décret émancipateur. Si après thermidor an II, la lecture d'adresses et l'annonce de fêtes sont annulées, l'abolition n'est pas mise en cause. Au contraire, dans la Constitution du 5 fructidor an III (22 août 1795) qui sanctionne le principe de la république des propriétaires et supprime le suffrage universel masculin, sous l'autorité de Boissy d'Anglas (ancien député de la Plaine), le décret du 16 pluviôse an II est validé dans les articles 6 et 7 par le principe de la départementalisation des colonies.
Le 19 ventôse an II (9 mars 1794), est décrétée l'arrestation des colons blancs esclavagistes présents en France intriguant contre l'exécution du décret de pluviôse.

#### Maintien, et rétablissement de l'esclavage par Napoléon
Napoléon abroge le décret d'abolition par la loi du 20 mai 1802, celle-ci ne prévoit pas automatiquement le rétablissement de l'esclavage dans toutes les colonies françaises, mais laisse à travers son article IV toute latitude au gouvernement pour légiférer en faveur de son rétablissement général. Cette loi maintient néanmoins l'esclavage partout où le décret du 4 février 1794 n'a pas encore été appliqué, notamment aux Mascareignes (La Réunion, l'Île de France (Maurice) et Rodrigues), mais aussi à la Martinique, Tobago, Saint-Martin et Sainte-Lucie, îles récemment restituées à la France par l'Angleterre, au traité d'Amiens du 25 mars 1802. Il ne restaure pas l'esclavage immédiatement à la Guadeloupe ou à la Guyane (cette restauration advient ensuite par des arrêtés consulaires distincts du 16 juillet et 7 décembre 1802[Information douteuse] respectivement), ni à Saint-Domingue (où l'abolition reste l'état de fait depuis septembre 1793).
En Guadeloupe, en mai 1802, une partie des soldats noirs se rebelle ; leur insurrection est écrasée. On estime que près de 4 000 personnes sont tuées entre mai et décembre 1802, dont un millier de soldats réguliers. L'esclavage y est progressivement rétabli. Le 17 juillet 1802, le général Richepance publie un arrêté qui refuse aux gens de couleur de porter le titre de citoyens, qui replace les cultivateurs dans une servitude complète et qui supprime leurs salaires. En revanche, l'arrêté consulaire du 16 juillet 1802 n'est jamais publié. Le rétablissement légal de l'esclavage est acté e 14 mai 1803. Le 26 mai 1803, la Guadeloupe revient dès lors au régime antérieur à 1789.
En Guyane, Victor Hugues rétablit l'esclavage par le règlement général du 25 avril 1803.

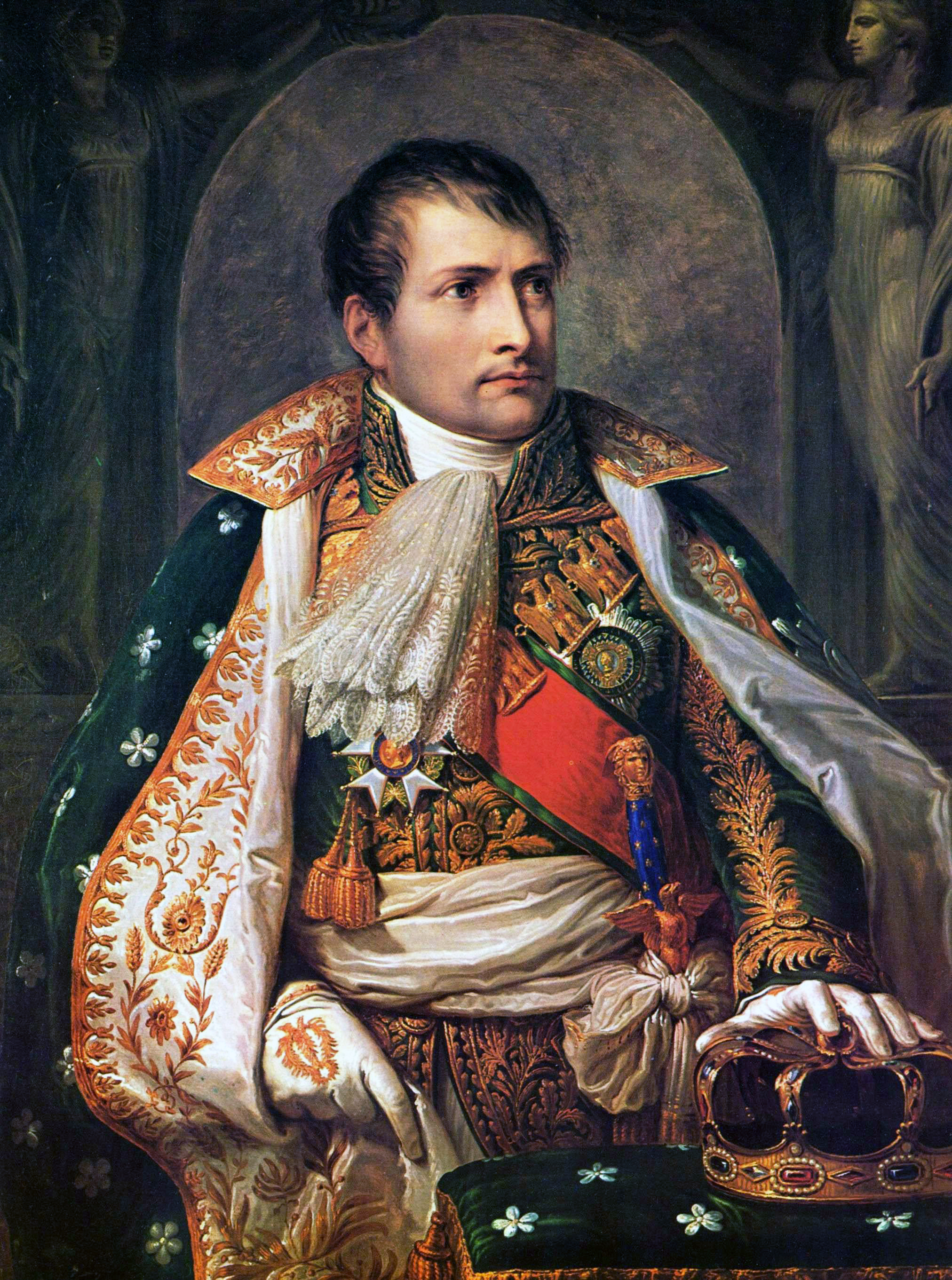
Napoléon, après avoir rétabli l'esclavage en 1802, abolira ensuite officiellement la traite des Noirs, par son décret du 29 mars 1815. Cette traite n'est plus légale en France depuis cette date, même si elle perdure de manière clandestine jusqu'en 1848.

Par ailleurs, en métropole, des mesures discriminatoires sont prises à l'encontre des Noirs et « gens de couleur ». Le 29 mai 1802, les officiers de couleur sont exclus de l'armée ; le 2 juillet, le territoire métropolitain est interdit aux Noirs et « gens de couleur » puis le 8 janvier 1803, les mariages mixtes « entre des blancs et des négresses » et « entre des nègres et des blanches » sont interdits. Cependant, malgré la dictature, le mouvement abolitionniste n'est pas complètement réduit au silence : ainsi, grâce à Fouché, sans doute, devenu ministre de l'intérieur[réf. nécessaire], l'abbé Grégoire peut continuer à écrire et publier. En 1800, après l'arrivée de Pierre-Victor Malouët en France[pertinence contestée], il fait paraître une réflexion sur la responsabilité supposée du dominicain Las Casas dans la mise en esclavage des Noirs, la contestant dans une brochure qui fit débat. En 1808, Grégoire publie un livre égalitaire, De la littérature des Nègres. Il continue le combat entamé en 1789 jusqu'à sa mort en 1831.

#### Abolition officielle de la traite des Noirs par Napoléon, puis par les Bourbons
Napoléon, de retour de l'île d'Elbe lors des Cent-Jours, décrète l'abolition officielle de la traite des Noirs (mais pas de l'esclavage en soi), notamment pour se concilier la Grande-Bretagne, qui l'a abolie depuis 1807, par un vote du Parlement.
Selon l'historien Jean-Joël Brégeon, il a aussi pris cette décision par conviction car il n'était initialement pas favorable au rétablissement de l'esclavage même s'il l'a décidé dès l'été 1802 pour la Guadeloupe. Selon cet historien, le mouvement indépendantiste de Saint-Domingue virant à l'insurrection lors de l'expédition de Saint-Domingue, le Premier Consul cherchait une solution pour y remettre de l'ordre, et afin que l'idée d'indépendance ne gagne par les autres colonies. Par ailleurs, le lobby des propriétaires d'esclaves exigeait son rétablissement sur leurs plantations, comme l'a rappelé Napoléon dans ses écrits de l'île de Saint-Hélène, où il regrette de s'être laissé influencer par eux en 1802.
Louis XVIII, par le traité de Paris du 20 novembre 1815, et l'ordonnance du 8 janvier 1817, reprend à son compte cette abolition. La loi du 15 avril 1818 renouvelle l'interdiction de la traite, mais la traite de contrebande se poursuivit malgré les sanctions prévues.
Charles X, par la loi du 25 avril 1827, va officiellement criminaliser la traite négrière, et aggraver les sanctions. Au cours des débats, à la Chambre des députés et à la Chambre des pairs, plusieurs parlementaires réclament l'abolition de l'esclavage : Augustin Devaux (député du Cher, doctrinaire), le duc Victor de Broglie (Pair de France, doctrinaire), le comte Gabriel de Kergorlay (Pair de France, ultraroyaliste), et Jean-Guillaume Hyde de Neuville (député de la Nièvre, ultraroyaliste).
Louis-Philippe durcira encore l'interdiction de la traite des Noirs, par la loi du 4 mars 1831. Le ministère de la Marine et des Colonies tentera de remettre à jour le Code noir de 1685, pour l'adapter aux conditions de l'époque. Plusieurs mesures visant à l'abolition de l'esclavage sont prises sous la monarchie de Juillet : les esclaves reçoivent notamment un état civil en 1839 ; l'affranchissement est promulgué à Mayotte par l'ordonnance royale du 9 décembre 1846, fixant le budget du rachat et de l'émancipation de l'ensemble des esclaves de l'île.

#### L'abolition de l'esclavage en 1848

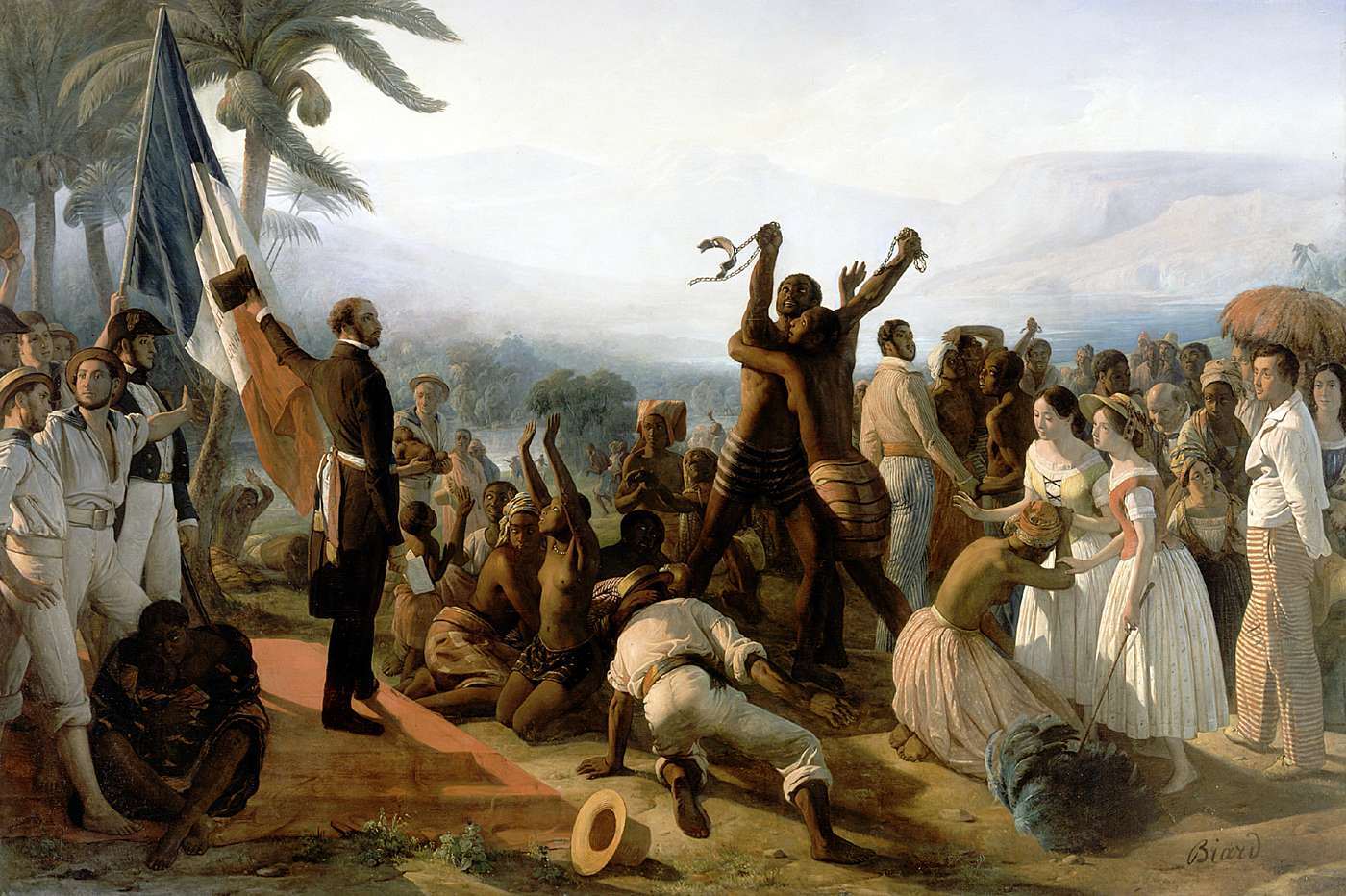
L'Abolition de l'esclavage (1849) par François-Auguste Biard - Château de Versailles.

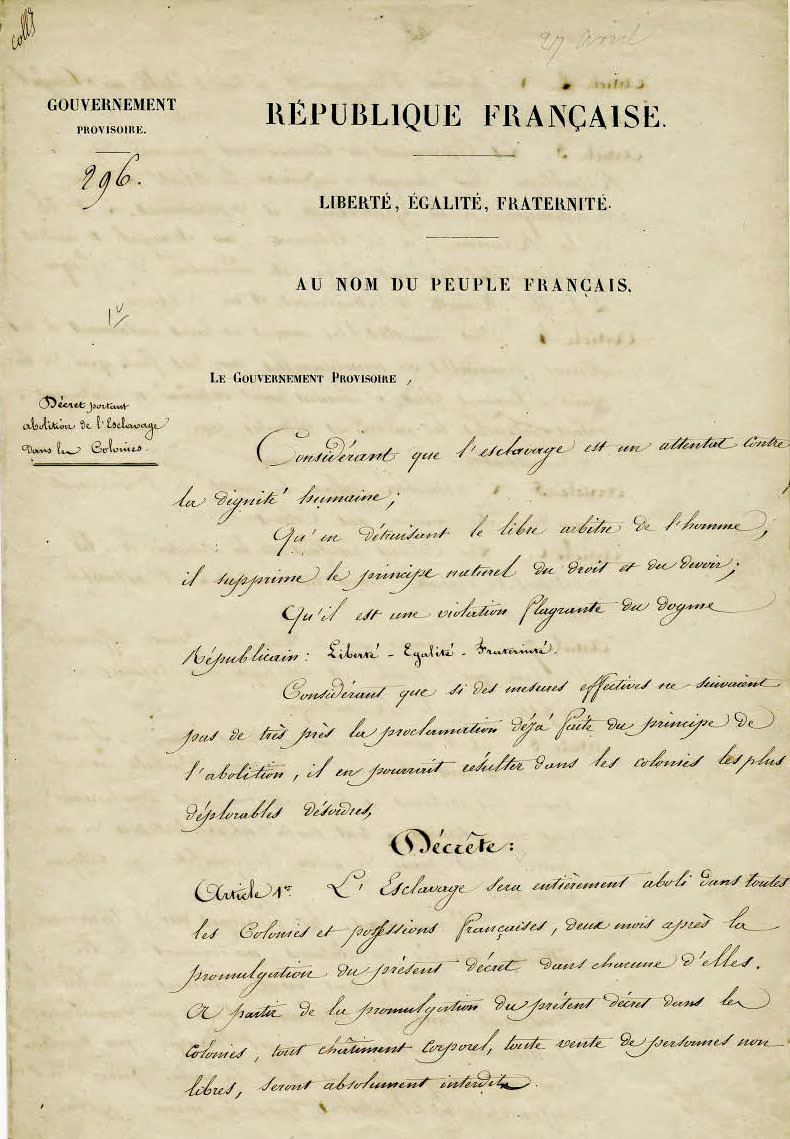
Décret d'abolition de l'esclavage du 27 avril 1848 Archives nationales.

Victor Schœlcher, nommé dans le Gouvernement provisoire de 1848 sous-secrétaire d'État à la Marine et aux Colonies par le ministre François Arago, contribue à faire adopter le décret sur l'abolition de l'esclavage dans les Colonies. L'esclavage y avait perduré, malgré l'arrêt théorique de tout approvisionnement depuis l'interdiction de la traite.
Le décret d'abolition du 27 avril, signé par tous les membres du gouvernement, parait au « Moniteur » le 2 mai 1848.
250 000 esclaves des colonies françaises doivent être émancipés toutefois, en contrepartie, des indemnités sont accordées aux anciens propriétaires d'esclaves « ayant dû appliquer l’interdiction de l’esclavage » et ainsi perdre leur main-d’œuvre gratuite (loi du 30 avril 1849),. Cette dernière loi, relative au montant de l’indemnisation des esclavagistes à la suite de l’abolition, est abrogée en janvier 2017 « au titre d’une réparation morale du préjudice subi par les esclaves ».

#### Dans les colonies françaises en Afrique
Le décret de 1848 ne prévoit pas quel serait le statut des esclaves présents sur les territoires d'éventuelles nouvelles colonies. Saint-Louis du Sénégal et Gorée, fondées antérieurement à 1848, bénéficient de la loi mais toutes les nouvelles possessions africaines postérieures sont soumises à un régime particulier, défini par un arrêté de Louis Faidherbe en date du 18 octobre 1855. Ce dernier dispose que les possesseurs d'esclaves favorables aux autorités françaises peuvent conserver ceux qui sont désignés sous le qualificatif euphémisé de « captifs ». Les récalcitrants se voient imposer la libération de leurs esclaves, dont certains sont regroupés à partir de 1887 dans des « villages de liberté », qui permettent à l'administration française de disposer d'une main d'œuvre commode employée aux travaux de construction. Une grande part du corps des tirailleurs sénégalais, notamment, provient jusqu'en 1905 d'anciens esclaves affranchis. Le 12 décembre 1905, un décret s'appliquant à l'Afrique-Occidentale française interdit l'atteinte à la liberté d'un tiers : il prohibe, sans l'évoquer explicitement, la pratique esclavagiste. La tolérance à l'esclavage reste cependant élevée comme l'atteste la persistance de l'institution au Mali.

### Code de l'indigénat
Le code de l'indigénat, mis en place lors des différentes occupations coloniales en Afrique, en Asie et en Océanie, est considéré par les historiens comme une forme d'esclavage non dite.
Le code de l'indigénat, instauré par la France en 1881, a été appliqué dans diverses colonies, notamment en Algérie, en Afrique subsaharienne, en Indochine et en Océanie. Ce régime juridique instaurait une série de mesures répressives et discriminatoires à l'encontre des populations autochtones, les soumettant à des peines arbitraires et à des obligations coercitives. Les historiens considèrent que ce système s'apparentait à une forme d'esclavage implicite, en raison des sévères restrictions de libertés et des travaux forcés imposés aux autochtones. Par exemple, l'historien Olivier Le Cour Grandmaison décrit le code de l'indigénat comme un « monstre juridique » qui institutionnalisait des pratiques oppressives dans les territoires occupés par la France,.
De plus, des études ont mis en évidence que ce régime légitimait des abus de pouvoir et des violences systématiques envers les populations colonisées, renforçant ainsi une hiérarchie raciale et une exploitation économique comparables à des formes d'esclavage non déclarées. Par exemple, l'historien Didier Guignard a identifié 358 affaires entre 1880 et 1914 portées devant les tribunaux pour abus d'administrateur, dont  22 % concernent des indigènes, illustrant les dérives autoritaires permises par ce système.

### Haïti

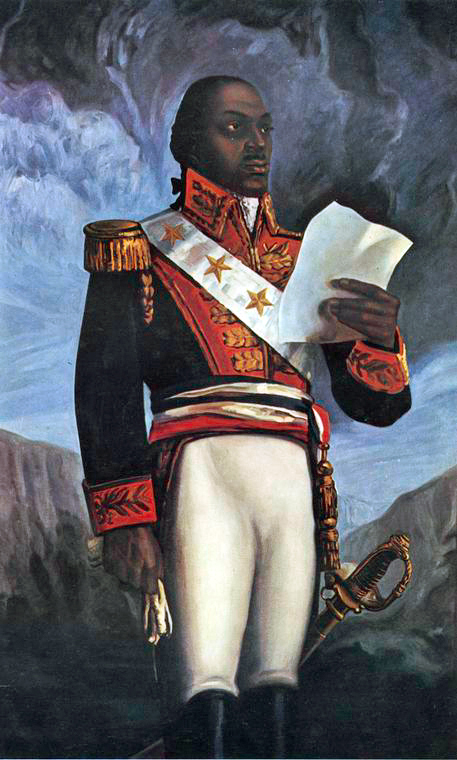
Le général Toussaint Louverture. Après avoir été propriétaire d'esclaves, il adopte finalement la cause abolitionniste. Il est un des chefs de la révolution haïtienne.

La révolution haïtienne constitue la première révolte d’esclaves réussie du monde moderne. Les historiens situent traditionnellement son départ lors de la cérémonie du Bois-Caïman, une cérémonie vaudou en août 1791. Elle établit en 1804 Haïti en tant que première république noire libre du monde, succédant à la colonie française de Saint-Domingue.
Le marronnage, favorisé par le relief montagneux de Saint-Domingue qui offre refuge aux esclaves en fuite, s'instaure dès le début de la traite. Les Noirs réussirent à vivre en groupes dans les forêts. Ils y développent une religion syncrétique des croyances africaines, le vaudou. Le phénomène perdure malgré la traque et la répression féroce. Ces marrons inquiètent les Blancs qu'ils empoisonnent parfois et dont ils brûlent les champs.
Le 14 août 1791, à Bois-Caïman, dans la plaine du Nord, de nombreux esclaves décident la révolte, sous l'autorité de Boukman, assisté de Jean-François et Biassou. Ce premier acte de la révolution des esclaves aurait pris la forme d'une cérémonie vaudou, où en présence de la mambo Cécile Fatiman, un pacte de sang est signé dans le sacrifice d'un cochon noir créole. En quelques jours, toutes les plantations du Nord sont en flammes, et un millier de Blancs massacrés. Malgré la répression où Boukman est tué, des bandes d'esclaves armés persistent dans les campagnes et les montagnes. Dans d'autres parties du pays, des révoltes plus spontanées s'ensuivent.
L'affranchi Toussaint Bréda – du nom de la plantation au Haut-du-Cap où il est né en 1743 – exerce, malgré sa petite taille, un ascendant, tant par ses origines africaines qu'on dit royales arada que par ses qualités de lettré, de cavalier et de médecin par les plantes.
Il devient aide de camp de Georges Biassou, l'un des successeurs de Boukman, qui se rallie aux Espagnols de l'Est de l'île en 1793, afin de combattre les colons. Initié à l'art de la guerre, il remporte plusieurs victoires audacieuses qui lui valent le surnom de « L'Ouverture ».
À mesure de ses victoires, Toussaint confirme l'émancipation des esclaves. Grâce aux renforts arrivés de métropole en mai 1796, il reprend la lutte contre les Anglais qui tiennent de nombreux ports. Lassés d'un combat sans espoir, ceux-ci finissent par négocier directement avec lui et abandonnent Saint-Domingue le 31 août 1798.
En janvier 1801, il établit son autorité sur toute l'île et promulgue une constitution autonomiste (Constitution de Saint-Domingue de 1801) qui lui donne les pleins pouvoirs à vie.
En représailles, Napoléon Bonaparte, qui signe avec l'Angleterre les préliminaires de la paix d'Amiens le 18 octobre 1801, charge une expédition militaire de reprendre le contrôle de l'île. Composée de plusieurs escadres, réunissant au total trente et un mille hommes à bord de quatre-vingt-six vaisseaux, elle est menée par le général Leclerc, beau-frère de Napoléon.
Le 7 juin 1802, Toussaint Louverture est arrêté. Déporté en France, il est interné au fort de Joux, dans le Doubs, où il mourra des rigueurs du climat et de malnutrition le 7 avril 1803, après avoir prophétisé la victoire des Noirs.
Napoléon promulgue la Loi du 20 mai 1802 qui maintient l'esclavage dans les colonies françaises où il n'avait pu être aboli, ces dernières étant passées sous domination anglaise (Sainte-Lucie, Tobago et Martinique).
C'est en apprenant le rétablissement de l'esclavage à la Guadeloupe qu'Alexandre Pétion donne le signal de la révolte, le 13 octobre 1802. Dessalines rejoint alors de nouveau les révoltés, dirigés par Pétion, en octobre 1802. Au congrès de l'Arcahaie (15-18 mai 1803), Dessalines réalise à son profit l'unité de commandement. C'est lors de ce congrès que naît le premier drapeau haïtien, bicolore bleu et rouge, inspiré du drapeau français dont la partie blanche – considérée comme symbole de la race blanche et non pas de la royauté – a été déchirée. Le 19 novembre 1803, à la tête de l'armée des indigènes, avec à ses côtés Henri Christophe, il impose à Rochambeau – le successeur de Leclerc (mort de la fièvre jaune en novembre 1802) qui utilisait contre les insurgés des chiens de guerre achetés à Cuba, censés être entraînés à chasser et manger les Noirs mais qui ne feront pas la différence – la capitulation du Cap après la défaite des 2 000 rescapés du corps expéditionnaire français décimé par la fièvre jaune face à plus de 20 000 insurgés à la bataille de Vertières. Rochambeau capitule et négocie l'évacuation de l'île sous 10 jours.
La première république noire libre du monde vient alors de naître.
L'indépendance d'Haïti marque la fin du colonialisme à Haïti. La révolution haïtienne est en particulier montrée du doigt, tout en suscitant des espoirs, lorsque Pétion en fit une base de repli pour les mouvements révolutionnaires d'Amérique latine en portant assistance à Francisco de Miranda et Simón Bolívar.

### Grande Colombie(Colombie,Panama,ÉquateuretVenezuela)

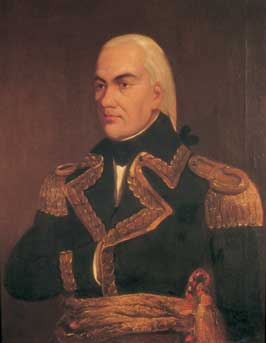
Francisco de Miranda.

En Amérique du Sud, les voies de l’abolition furent liées, bien que de manière indirecte, au mouvement indépendantiste. Au début du XIXe siècle, les forces sécessionnistes étaient dans leur grande majorité constituées des élites créoles dont la richesse s’appuyait souvent sur le système esclavagiste. Les revendications indépendantistes s’accompagnaient dès lors le plus souvent d’une volonté de conservation de l’ordre social. L’abolition décidée en 1794 par les hommes de la Révolution française était encore dans toutes les mémoires, comme le montre cette réflexion du général en chef de l'armée de la république du Venezuela, Francisco de Miranda : « Nous avons sous les yeux deux grands exemples : les révolutions américaine et française. Imitons prudemment la première et évitons soigneusement la seconde ».
La question était d'autant plus sensible que le Venezuela avait connu dix révoltes d’esclaves notables entre 1770 et 1799, élevant à 30 000 le nombre estimé de nègres marrons présents dans le pays à la fin du siècle. L'identification entre élites esclavagistes et mouvement indépendantiste s'exprima, lors des premiers soulèvements contre le roi d’Espagne, dans le ralliement d'esclaves à la couronne contre les indépendantistes, menés par Simón Bolívar. En 1815, dans sa « Lettre de Jamaïque » à destination de la Royal Gazette de Kingston, Bolivar tenta de nier, contre toute évidence, la spontanéité du ralliement de certains esclaves à la cause loyaliste, et dressa de leurs conditions de vie un tableau quasiment « idyllique ». Il doit cependant être souligné que les insurgés eux aussi recrutèrent des esclaves pour participer au soulèvement militaire. Miranda promit ainsi en 1812 la liberté à tout esclave qui s'enrôlerait dans l'armée qu'il commandait, en assurant leurs maîtres d'une indemnisation prochaine dès lors que la situation militaire aurait clairement basculé en faveur de l'indépendance.
Par la suite, Bolivar fit le choix d'opter explicitement pour l’abolitionnisme. Réfugié en Haïti après l’échec de sa campagne de 1815, il négocia avec Alexandre Pétion, le président du pays, son soutien contre l’Espagne en échange de la promesse de la suppression de l’esclavage sur les territoires libérés. Il espérait aussi que ce changement de cap rallierait à sa cause la masse des esclaves dont il promettait l’affranchissement.
En 1816, après avoir donné l'exemple en libérant les huit cents esclaves de sa propriété familiale, Bolivar concrétisa sa promesse en publiant les trois décrets d'abolition des 2 juin, 6 juillet et 31 décembre 1816. Ces décrets visaient également à grossir les rangs de l’armée d’insurrection : le premier des trois textes subordonnait l’émancipation à l’engagement dans les troupes de Bolivar, le second l’accordait sans condition. Finalement, les esclaves tinrent une place importante dans les succès de l’armée indépendantiste. Cependant, le ralliement de Bolivar à la cause abolitionniste ne doit pas être réduit à ces questions militaires, comme il l'exprimait lui-même en avril 1820 : « Mes raisons militaires pour ordonner la levée d'esclaves sont évidentes. […] Les raisons politiques de la mesure que j'ai prise sont encore plus puissantes. […] Tout gouvernement libre qui commet l'absurdité de maintenir l'esclavage est châtié par la rébellion des serfs et parfois par le massacre des maîtres. C'est ce qui advint à Haïti ».
Malgré le caractère pragmatique de cette adhésion à la cause abolitionniste, Bolivar semble avoir mis tout en œuvre pour faire valider ses décrets devant le Congrès fondateur d’Angostura. Néanmoins, ce dernier, dominé par les propriétaires terriens, n’accéda pas à sa demande, malgré ses protestations. La décision du Congrès ne concernait pas seulement le territoire actuel du Venezuela mais l'ensemble de la Grande Colombie, c'est-à-dire les actuels Colombie, Panama, Équateur et Venezuela. Oruno Denis Lara a cependant remis en cause cette sincérité, arguant que Bolivar disposait des moyens de faire plier le Congrès. Plusieurs dispositions juridiques, comme la loi d’affranchissement du 21 juillet 1821, mirent en place des systèmes d’émancipation graduels qui ne s'appliquèrent qu’avec parcimonie sur l'ensemble du territoire de la Grande Colombie.
Dans un contexte d’instabilité politique et sociale chronique, le nombre d’esclaves diminua toutefois progressivement : au Venezuela, il passa de 87 800 en 1810, à 36 000 en 1836 puis 12 000 en 1854. Au Venezuela, c’est seulement le 24 mars 1854 que le président José Gregorio Monagas décréta l’abolition de l’esclavage. En Colombie, le président José Hilario López l'avait aboli trois ans auparavant, le 21 mai 1851, ce qui avait déclenché une courte guerre civile qui fut gagnée par les libéraux abolitionnistes,. Le nombre d'esclaves en Colombie était alors d'environ 20 000.

### États-Unis

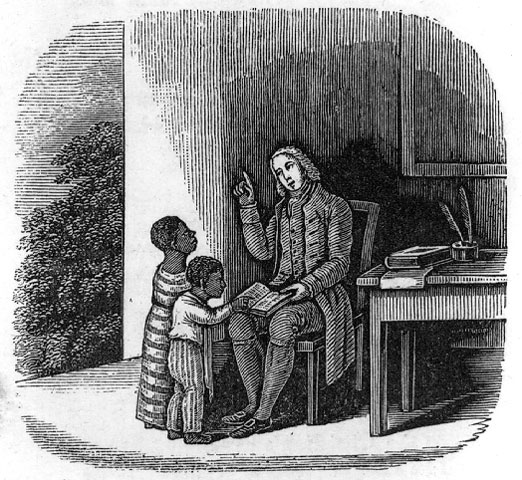
Antoine Bénézet instruisant des enfants de couleur
Illustration dans un livre de 1850.

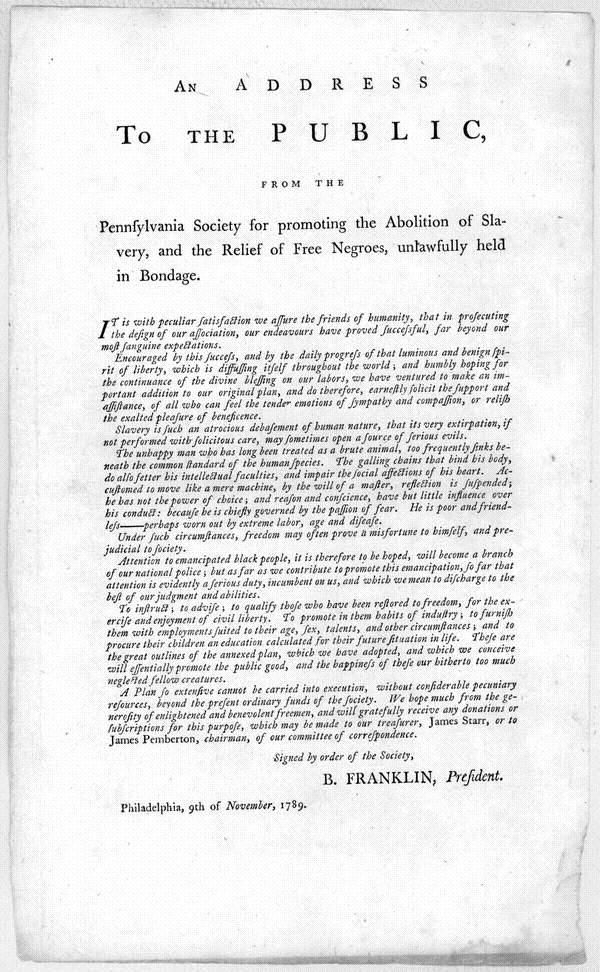
Texte de Benjamin Franklin en faveur de l'abolition de l'esclavage.

#### Un mouvement précurseur: les quakers
Le premier abolitionnisme américain, en lien avec la Grande-Bretagne, se développa dans les sociétés quakers : c'est sous leur influence qu'en 1676 l'assemblée de l'État de Rhode Island refusa la réduction de tout Indien en esclavage et en Pennsylvanie, c'est dès 1688 qu'ils rédigèrent et publièrent la Protestation de Germantown contre toute pratique esclavagiste.
Cependant, ce n'est qu'en 1758, lors du Yearly Meeting, que les quakers pennsylvaniens condamnèrent officiellement et collectivement l'esclavage et s'interdirent personnellement de le pratiquer,. De fait, jusqu'aux années 1760-1770, l'abolitionnisme ne constitua pas une conviction partagée par tous les quakers : à de nombreuses reprises de la fin du XVIIe siècle au milieu du XVIIIe siècle, certains de leurs membres portèrent sans succès des pétitions antiesclavagistes devant les assemblées de leur communauté et en Pennsylvanie. Il fallut attendre 1780 pour que les derniers membres de la Société des Amis propriétaires d'esclaves se voient contraints de la quitter. Plus largement dans les treize colonies, « l'hostilité à l'esclavage se manifesta jusqu'à cette date surtout en des termes généraux et rhétoriques », malgré le combat militant d'Antoine Benezet, John Woolman ou Benjamin Lay.

#### Les contrastes de la guerre d'indépendance

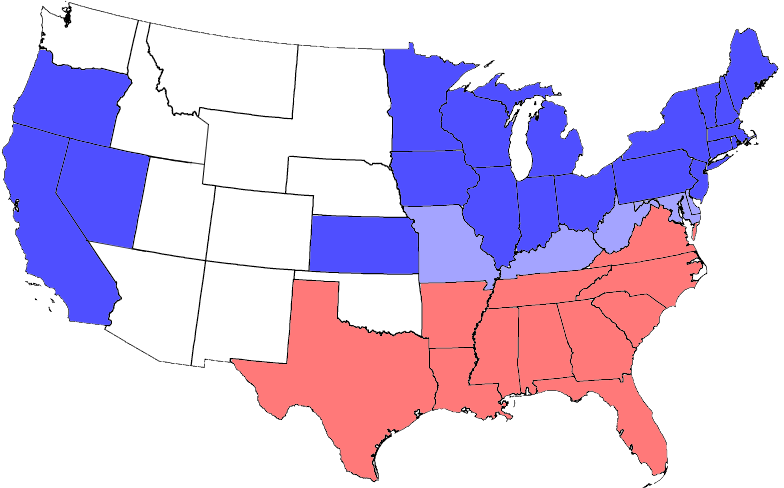
Les États-Unis lors de la guerre de Sécession. En bleu, les États de l'Union où l'esclavage est interdit ; en bleu clair, les États de l'Union où l'esclavage était autorisé. En rouge, les États confédérés. En blanc, les territoires qui n'étaient pas encore des États, essentiellement sous le contrôle de l'Union.

Plusieurs dizaines de milliers d'esclaves noirs ont profité de la Guerre pour s'échapper ou se placer sous la protection de la Marine anglaise, qui avait promis officiellement l'affranchissement à ceux qui combattaient dans ses rangs.
Durant les années 1770, notamment pendant la guerre d'indépendance, la voix et l'action des antiesclavagistes se firent plus fortes, « établissant parfois un lien entre le sort des Américains voulant s'émanciper de la tutelle anglaise et celui des esclaves ». Plusieurs des intellectuels ou hommes politiques en première ligne lors de ces évènements se manifestèrent par leur volonté de défendre les droits des Noirs, comme l'auteur du Sens commun (1776) Thomas Paine ou pour réclamer purement et simplement l'abolition de l'esclavage, comme Benjamin Franklin (1706-1790), qui choisit d'affranchir ses esclaves dès 1772. D'autres éminents personnages de la révolution américaine, Virginiens et propriétaires d'esclaves, furent d'abord plus réticents, comme les deux futurs présidents des États-Unis Thomas Jefferson et George Washington. George Washington affranchit ses esclaves par testament. James Madison ou Patrick Henry militèrent cependant en ce sens au Congrès.
L'esclavage fut aboli en 1777 dans le Vermont,,, en 1780 en Pennsylvanie,, en 1783 dans le Massachusetts et le New Hampshire. Une loi de 1782 votée en Virginie entraîna la libération de 10 000 Noirs en dix ans. En 1783, le Maryland interdit l'importation d'esclaves. En 1786, la Caroline du Nord augmenta fortement les droits sur l’importation des esclaves. L'Ordonnance du Nord-Ouest (1787) interdit l'esclavage dans le territoire du Nord-Ouest,, et établit de fait la limite entre les États esclavagistes et les autres sur l'Ohio : en 1793, le seul État à autoriser encore l'importation d'esclaves venus d'Afrique était la Géorgie.
Cependant, lorsque la Constitution américaine entra en vigueur le 4 mars 1789, elle ne remit pas en cause l'esclavage pratiqué dans les États du Sud, afin de garantir l'union de la jeune nation. Dans ce cadre, les esclaves furent exclus de la citoyenneté. Cependant, les États du Sud réclamèrent qu'ils soient comptabilisés dans le recensement qui devait permettre la répartition des sièges à la Chambre des représentants. Cette revendication qui aurait avantagé considérablement les États-Unis du Sud aboutit à un compromis connu sous le nom de « clause des trois cinquièmes » : elle permettait d'ajouter au total de la population libre des différents États « les trois cinquièmes de toutes autres personnes » vivant sur le territoire, c'est-à-dire les esclaves qui, comme dans l'ensemble de la Constitution, ne sont jamais désignés explicitement.

#### Ambiguïtés et difficultés de l'abolition auXIXesiècle

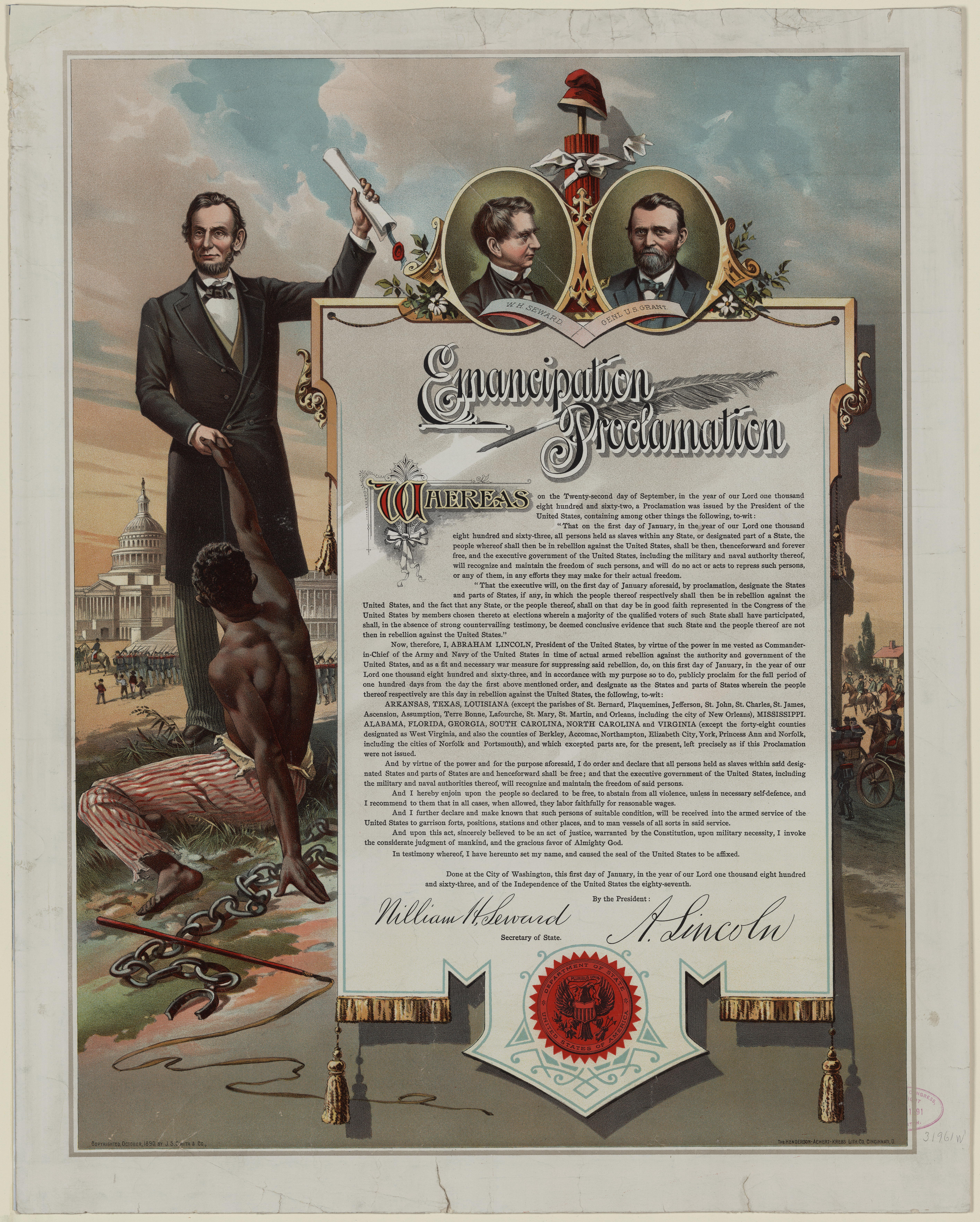
Acte d'émancipation aux États-Unis d'Amérique, proclamée le 22 septembre 1862. Écouter.

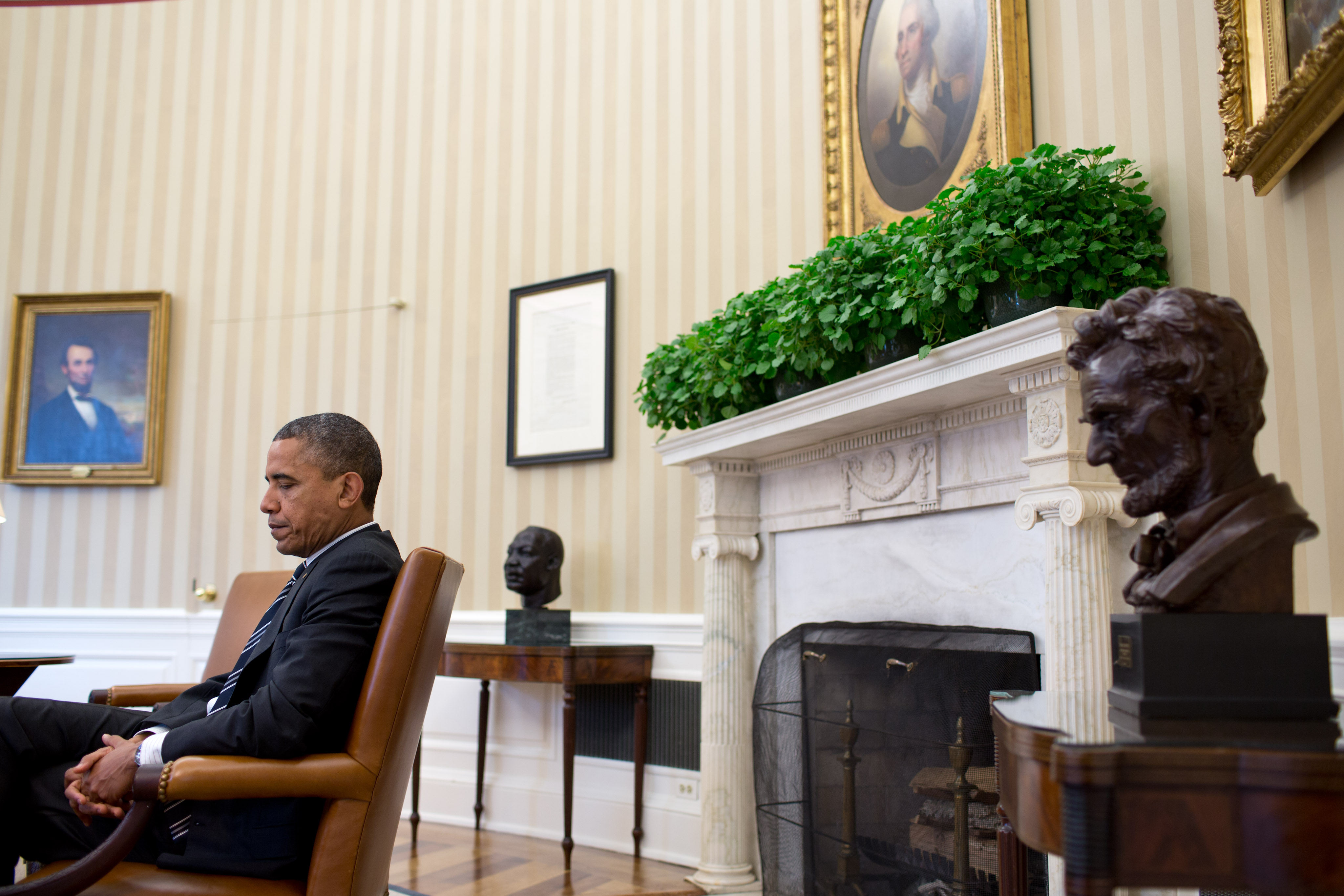
Barack Obama : évocation du contexte de l'abolition dans le Bureau ovale.

Cependant, la mobilisation des abolitionnistes se poursuivit Thomas Jefferson obtint en 1807, dans la foulée de l'abolition britannique, que la traite négrière fut interdite officiellement sur le territoire américain à partir du 1er janvier 1808, même si les contrebandiers la poursuivirent clandestinement pendant plusieurs années sans que les autorités des États fissent toujours les efforts nécessaires à son éradication avant la seconde moitié du XIXe siècle (Olivier Pétré-Grenouilleau parle même de « collusion »). Les volumes en jeu furent cependant, dans les années qui suivirent, moins importants que ceux du XVIIIe siècle. En effet, l'abolition officielle de 1808 intervint à un moment où la production de tabac, tâche principale à laquelle étaient alors attachés les esclaves du sud des États-Unis (notamment dans la baie de Chesapeake), était alors en déclin : « les planteurs disposaient donc d'une main-d'œuvre suffisante, voire excédentaire, et la fin des importations ne pouvait que faciliter la revente, sur le marché américain, des esclaves en surnombre ». En outre, le taux d'accroissement naturel des esclaves était, dans le Sud des États-Unis, particulièrement élevé relativement à ceux employés dans les plantations de canne à sucre des Antilles ou d'Amérique du Sud.
Officiellement, la lutte contre la traite restait cependant à l'ordre du jour, et en 1820, une telle pratique fut assimilée légalement par le Congrès à de la piraterie, crime qui pouvait être puni de la peine de mort. Les réticences restaient cependant fortes, du fait des tensions que la question de l'esclavage entretenait au sein de l'Union entre les États du sud esclavagistes et ceux du nord qui interdisaient une telle pratique sur leur territoire. Par ailleurs, les visées des États-Unis sur l'île de Cuba, où les plantations fondées sur l'exploitation d'une main-d'œuvre servile originaire d'Afrique se révélaient particulièrement rentables, pouvait incliner à la prudence en matière d'abolition. En outre, les pressions britanniques pour obtenir le droit de visiter les navires américains soupçonnés de s'adonner illégalement à l'« infâme trafic » étaient mal perçues dans un pays jaloux de son indépendance vis-à-vis de l'ancienne métropole. D'où la réticence des États-Unis à s'engager de manière contractuelle en faveur de l'abolitionnisme international, et conséquemment la relative désinvolture avec laquelle la lutte contre la traite illégale fut menée : les croisières de répression ne furent qu'épisodiques au moins jusqu'en 1842 et le plus souvent menées par des commandants issus d'États du sud, eux-mêmes propriétaires d'esclaves. Du reste, notamment à Baltimore, les États-Unis fabriquaient à destination des négriers des navires fins et rapides forts appréciés, pouvaient ponctuellement « servir de base de repli pour certains négriers ibériques », voire auraient peut-être vu accordées par des banques américaines « des facilités bancaires et financières pour les opérations de la traite illégale ».
L'ambiguïté du compromis constitutionnel de 1787 ne fut pas levé en matière de traites négrières avant le déclenchement de la guerre de Sécession, qui obligea les États confédérés à y mettre fin pour obtenir le soutien du Royaume-Uni contre les États du nord. La question esclavagiste — mais non celle de l'intégration des Noirs dans la communauté nationale — fut finalement définitivement réglée à l'issue de ce conflit, lorsque la victoire de l'Union permit en 1865 l'extension à l'ensemble des États-Unis de l'abolition de l'esclavage proclamée par Abraham Lincoln le 1er janvier 1863. Ce texte devint ainsi le 13 décembre 1865 le treizième amendement de la Constitution des États-Unis. À cette même date, le Ku Klux Klan était fondé dans le Tennessee.

### Brésil et Portugal
Le Brésil est le dernier pays d'Amérique à abolir l'esclavage. Il est le pays du Nouveau Monde ayant reçu le plus d'esclaves africains (entre 3,5 et 4 millions d’esclaves). Sous la pression des Britanniques, le Portugal s'engage en 1810 à mettre un terme à la traite des esclaves dans sa colonie, mais l'engagement n'est pas respecté et 700 000 nouveaux esclaves arrivent entre 1790 et 1830. Le 4 septembre 1850, le Parlement brésilien bannit la seule traite. Plusieurs révoltes d'esclaves ont lieu, suivant l'exemple au XVIIe siècle de la république noire de Palmares dans la région du Pernambouc, comme la révolte survenue le 25 janvier 1835 où des esclaves d'origine yoruba incendient Salvador de Bahia, ce qui renforce le mouvement abolitionniste formé par les sociétés « Sociedade Brasileira contra a Escravidão » et l'« Associação Central Emancipacionista » mais qui reste entravé par l'action des propriétaires latifundiaires. Des avancées sont obtenues comme en 1871 la « loi du ventre libre » qui octroie la liberté d'office aux enfants à naître et la loi du 28 septembre 1885 qui émancipe les esclaves âgés de plus de 60 ans. En 1887, l'Église catholique prend position pour l'abolition. La « Lei Áurea » (loi d'or) est votée le 13 mai 1888 au Parlement sous la régence d'Isabelle du Brésil, la fille de l'empereur Pierre II. Elle abolit l'esclavage sans compensation financière pour les propriétaires d'esclaves.
Le Portugal abolit effectivement l'esclavage en 1869.

## Fin des traites arabes et internes au continent africain

### Traite barbaresque
Les pays européens avaient mis en place des traités avec les États barbaresques (différentes provinces situées entre le Maroc et la Tripolitaine), versant des tribus à ces États pour protéger leurs navires de la piraterie locale. Après l'indépendance des États-Unis en 1776, les bateaux de commerce du nouveau pays perdent la protection que la Grande-Bretagne avait négociée ; après de nombreuses prises de navires, dont l'équipage est réduit en esclavage, les États-Unis créent une flotte de guerre, et signent un traité avec la régence d'Alger en 1795, selon lequel un tribut doit être versé aux états de la côte barbaresque. Ce tribut, renégocié en 1797, puis en 1805 après la guerre de Tripoli, est versé jusqu'en 1811. En 1812, la flotte des États-Unis est occupée à la guerre anglo-américaine ; après celle-ci, la piraterie ayant repris, le Sénat américain autorise une expédition en 1815, alors que les grandes puissances européennes sont encore occupées par la fin des guerres napoléoniennes. La courte guerre qui s'ensuit met fin au versement du tribu américain, et à la récupération des prisonniers américains et d'un grand nombre de prisonniers européens.
Après la défaite de Napoléon Ier, les puissances européennes se mettent d'accord sur des négociations avec les États barbaresques. Le congrès de Vienne, qui a validé notamment la fin de la traite négrière, charge le Royaume-Uni de cette mission diplomatique. Si les beys de Tunis et de Tripoli se soumettent au souhait des Européens de mettre fin à la piraterie, et de libérer les esclaves chrétiens, le nouveau dey d'Alger Omar Agha est moins docile. Alors que le chef de la mission diplomatique britannique est retourné dans son pays, les troupes algériennes massacrent 200 pêcheurs corses, sardes ou siciliens. La manière douce n'ayant pas eu le succès complet escompté, la marine britannique bombarde Alger en août. Omar Agha se soumet, signant un traité qui prévoit la libération de tous les esclaves européens et l'abolition de fait de la traite d'esclaves en 1816 ; 12 000 esclaves sont libérés, mais la piraterie recommence dès novembre. L'application de ce traité se poursuit néanmoins jusqu'en 1848 et son abolition de jure par les autorités coloniales françaises. Les captifs des guerres maritimes entre la régence et les pays d'Europe sont dès lors désignés comme « prisonniers de guerre ». Ces derniers furent définitivement libérés par les troupes françaises lors de la reddition d’Alger en 1830. En Tunisie, cet esclavage est aboli le 23 janvier 1846 par Ahmed Ier Bey.

## Conséquences de l'abolition

### Les «engagés volontaires»

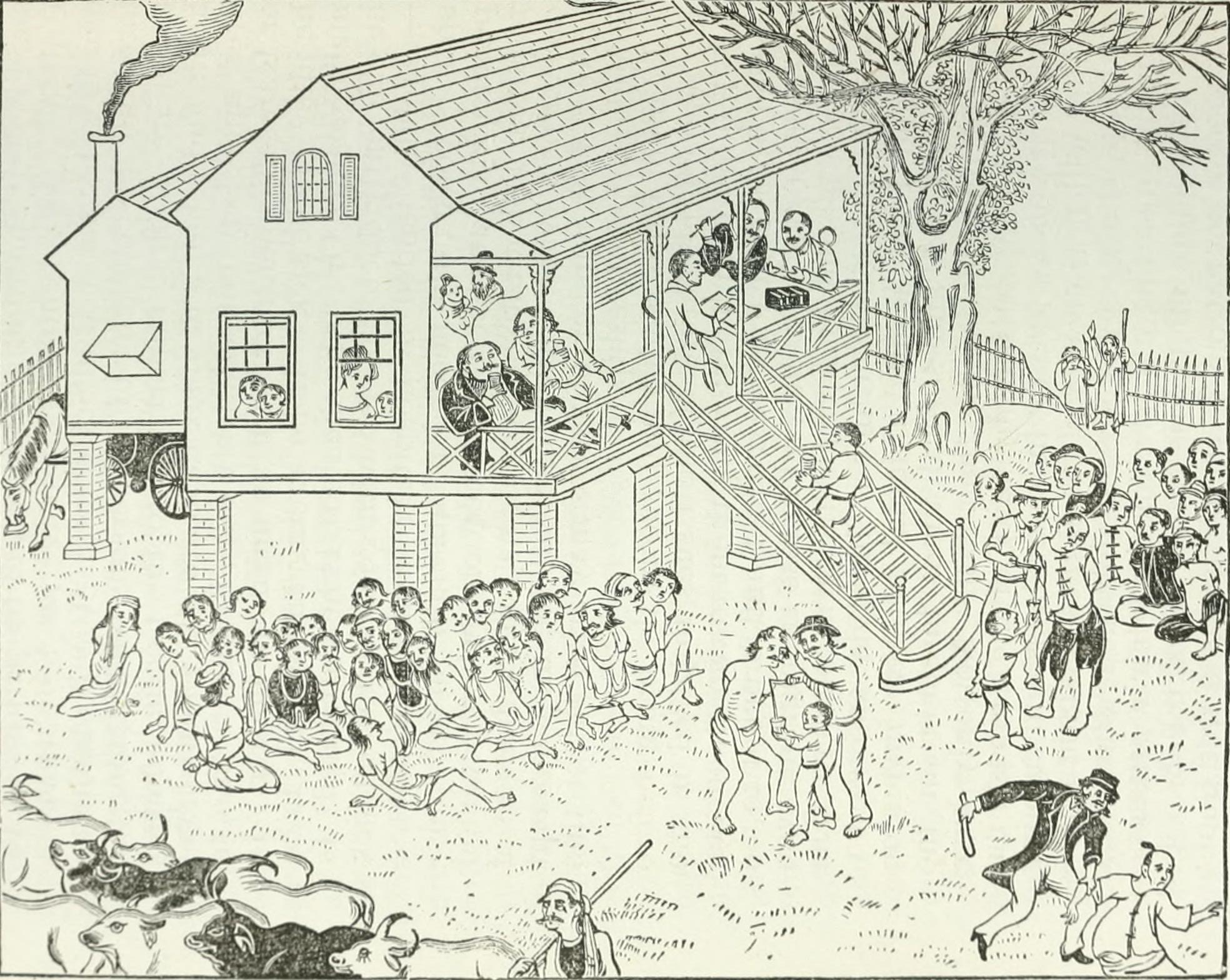
Illustration in Le coolie, ses droits et ses fautes (1871).

Pour remplacer les esclaves, un système de travailleurs sous contrat dit des « engagés volontaires » fut mis en place. Cette main-d’œuvre était recrutée en Afrique à nouveau, mais aussi en Orient, en Inde, en Chine, en Malaisie, en Indonésie et employée dans les plantations des Caraïbes et d’Amérique du Sud. Il s'agissait d'une « main-d’œuvre régie selon des critères proches de l’ancien esclavage » recrutée « pour des salaires quatre fois moindres que les taux légaux, ou quasiment inexistants ».
Dans les colonies françaises, parallèlement au recrutement en Afrique et en Inde, était instauré un régime du livret de travail et du passeport intérieur obligatoires.
Charles Danghaix, embarqué à Marseille pour Pondichéry sur l’Espérance le 30 août 1859, fit le voyage complet avec 541 coolies, dont 127 femmes et 47 enfants, de l'Inde vers Pointe-à-Pitre en Guadeloupe. Dans un rapport qu'il publia dans les Nouvelles Annales de la marine et des colonies, il écrit : « le recrutement des engagés est d’autant plus considérable que la disette s’étend sur une plus grande partie du pays. La misère est donc l’unique cause qui nous fait trouver des bras pour la culture de nos colonies […] ».
En Martinique, en 1890, 25 509 Indiens avaient été introduits depuis 1854, 15 335 étaient morts, 4 260 avaient bénéficié de la possibilité de rapatriement. En Guadeloupe, plus de 25 000 étaient morts peu après leur arrivée.
Les travailleurs engagés étaient munis de contrats de travail d’une durée de cinq à sept ans, période réputée servir à rembourser la dette contractée pour payer leur voyage vers les colonies. La clause de retour du contrat des coolies (terme désignant les engagés venu d'Asie) ne fut notamment pas respectée à l'issue de leur période d'engagement et beaucoup durent rester sur place, car ils n'avaient pas été rémunérés suffisamment pour pouvoir payer le trajet retour.

### Colonisation de l'Afrique
Le Royaume-Uni, pointe avancée de l'abolitionnisme en Europe dès lors qu'il avait choisi d'interdire la traite dans les territoires qu'il contrôlait, signa, entre 1807 et 1840, une trentaine de traités avec d'autres États européens et des royautés africaines pour tarir les sources d'approvisionnement des négriers. La lutte contre les négriers entraîna ainsi le développement de relations toujours plus étroites entre les Européens et les souverains africains, tout comme une présence toujours plus grande des marines britannique et française sur les côtes africaines pour débusquer les sites et navires négriers, notamment portugais, qui poursuivaient clandestinement la traite négrière à destination du Brésil.
La lutte contre l'esclavage permit aux puissances coloniales de justifier leur pénétration du continent noir[réf. nécessaire].
Les abolitionnistes européens ont parfois souhaité fournir une activité alternative au commerce des esclaves aux Africains qui en vivaient[réf. nécessaire]. Certains ont ainsi cherché à développer avec elles des relations commerciales « classiques », comme l'abolitionniste britannique Thomas Fowell Buxton en 1840 :

« Rien ne m'ôtera la ferme conviction que l'Afrique peut trouver dans ses ressources propres de quoi compenser largement la perte du commerce des esclaves… Un commerce légitime ferait tomber le commerce des esclaves en démontrant combien la valeur de l'homme, ouvrier agricole, l'emporte sur celle de l'homme marchandise ; conduit d'après des principes de sagesse et d'équité, ce commerce pourrait être le précieux ou plutôt le fidèle ministre de la civilisation, de la paix et du christianisme. »

Comme le montre le propos de Buxton, cette pénétration commerciale s'accompagnait de visées missionnaires. La London Missionary Society, fondée dans ce but en 1795, envoya ses premiers missionnaires en Sierra Leone dès 1797. Les activités missionnaires se multiplièrent sur les côtes dans le premier tiers du XIXe siècle, puis à l'intérieur des terres à partir de 1840. L'expédition sur le fleuve Niger entreprise par Buxton en 1840 illustre bien le caractère entremêlé, dans un but avant tout abolitionniste et « civilisateur », de l'élan missionnaire et de visées scientifiques et commerciales dans le cadre d'une théorie économique coloniale.
Même si tous les Européens à intervenir auprès des Africains pour des raisons publiquement philanthropiques ne se caractérisaient pas nécessairement par le caractère très pur de leurs intentions, la bonne foi de nombreux abolitionnistes qui, par leurs initiatives, ouvrirent la voie à la ruée des grandes puissances européennes dans le dernier tiers du XIXe siècle pour accaparer le maximum de territoires et de richesses sur le continent africain doit être soulignée. Il est à cet égard symptomatique que la conférence de Berlin de 1884, réunie pour fixer les règles du jeu colonial en Afrique, réaffirme avec force, dans les articles 6 et 9 de son Acte final, la condamnation, par les Européens, de la traite et de l'esclavage qu'ils avaient pratiqués pendant deux siècles et demi, ainsi que leur volonté d'accorder « leur protection aux entreprises philanthropiques, scientifiques et chrétiennes appelées à concourir à cette œuvre dite de civilisation ». Le diplomate haïtien Benito Sylvain quant à lui remarquait au début du XXe siècle, que, n’osant ouvertement « maintenir partout l’esclavage sous sa forme primitive », les Européens « lui substituèrent des succédanés à peine moins odieux, quand ils ne l’encouragèrent pas hypocritement par une tolérance odieusement lucrative ».
Selon Nelly Schmidt, directeur de recherche au CNRS, membre du comité pour la mémoire de l'esclavage,

« la traite négrière, le commerce illicite des armes et d’alcool qui y était associé troublait un ordre colonial européen qui était en cours d’installation en Afrique. Il convenait par conséquent de mettre un terme à ces pratiques. Le biais religieux, moraliste et humanitaire, faisait l’unanimité de puissances européennes par ailleurs très jalouses et protectrices de leurs intérêts. »

La traite contre laquelle les attendus de la conférence de Berlin s'élevaient était celle assurée par les marchands arabes à destination des pays d'Orient. Face à cette traite, « rendue possible par un esclavage domestique africain qui d'ailleurs avait déjà rendu possible la traite occidentale », l'Église catholique se retrouva cette fois à la pointe du combat, représentée notamment par l'évêque d'Alger Charles Martial Lavigerie. Les protestants restèrent eux à l'écart, considérant que la traite orientale disparaîtrait en même temps que l'esclavage domestique africain, lorsque les actions humanitaires et évangélisatrices menées auraient porté tous leurs fruits.
Le fait que le combat abolitionniste ait facilité le développement de la domination occidentale sur l'Afrique via le colonialisme est acquis. Mais les individus luttant pour la disparition de la traite, guidés par des principes évangéliques (en Grande-Bretagne) ou inspirés par la mystique des Droits de l'homme (en France) étaient-ils conscients qu'ils ne faisaient que substituer un mode de domination à un autre ? Ont-ils délibérément choisi de sophistiquer, sans l'abattre, un système de domination de l'homme par l'homme ? D'après Jean-François Zorn, ni naïfs, ni cyniques, les abolitionnistes ne pouvaient espérer objectivement mettre fin à la domination de l'Occident sur ces territoires et ces populations. Dès lors que le combat abolitionniste était le fait des anciens oppresseurs et que ceux-ci s'abstenaient de quitter le territoire africain, il ne pouvait qu'ouvrir la voie à de nouvelles formes de domination compte tenu du déséquilibre considérable entre les deux ensembles, aussi bien d'un point de vue économique que militaire et diplomatique.

« En transformant l'homme-marchandise en homme marchand, les Occidentaux ont intégré les peuples africains et d'autres peuples non occidentaux dans le marché mondial dont ils étaient les maîtres. C'est pourquoi l'analyse des phénomènes actuels de recolonisation, de sous-développement et d'appauvrissement peut être située dans la stricte continuité de phénomènes plus anciens et permanents. »